# Государственная дума Российской империи II созыва
Государственная дума Российской империи II созыва — представительный законодательный орган Российской империи, созванный после досрочного роспуска Государственной думы I созыва. Избиралась практически по тем же правилам, что и предыдущая Дума, и также вступила в резкую конфронтацию с Советом министров, также провела всего одну сессию, с 20 февраля по 3 июня 1907 года, когда была распущена (Третьеиюньский переворот). После этого избирательное законодательство было изменено. Государственная Дума II созыва проработала 102 дня.

## Выборы
II Государственная дума Российской империи просуществовала с 20 февраля по 2 июня 1907 года.
Выборы во II Думу проходили по тем же правилам, что и в I Думу (многоступенчатые выборы по куриям). При этом сама избирательная кампания проходила на фоне хотя и затухающей, но продолжающейся революции: «беспорядки на аграрной почве» в июле 1906 года охватили 32 губернии России, а в августе 1906 года крестьянскими волнениями было охвачено 50 % уездов Европейской России.

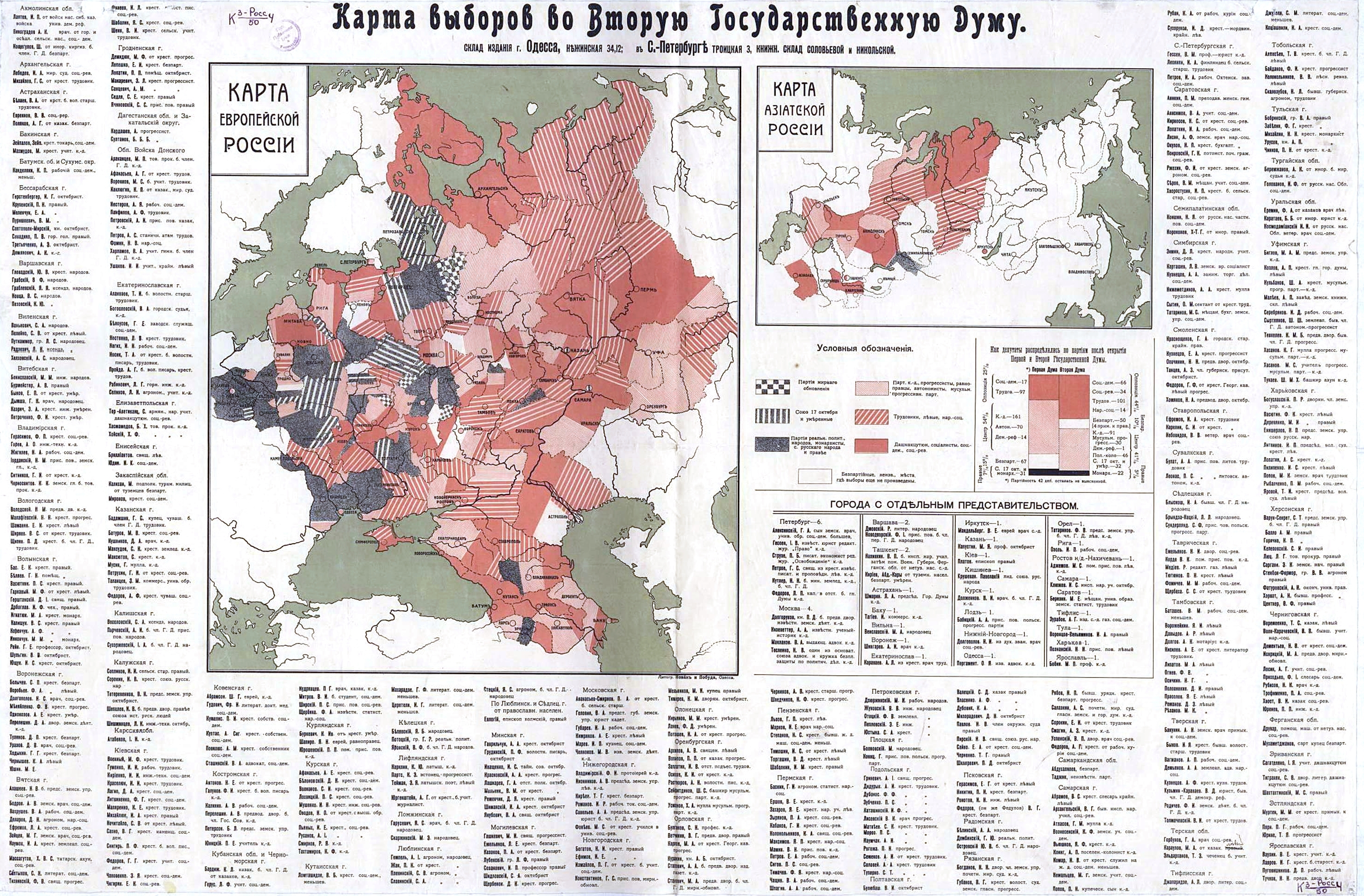
Карта выборов во Вторую Государственную Думу

В течение 8 месяцев революция была подавлена. По Закону от 5 октября 1906 года крестьяне были уравнены в правах с остальным населением страны. Второй Земельный закон от 9 ноября 1906 года разрешал любому крестьянину в любой момент потребовать причитающуюся ему долю общинной земли. По «сенатским разъяснениям» избирательного закона (январь — февраль 1907 года) от выборов в Думу была отстранена часть рабочих и мелких землевладельцев.

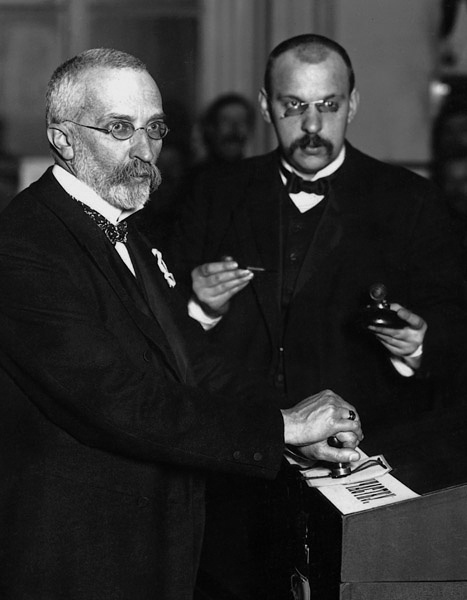
Выборы во II Государственную думу. Председатель избирательной комиссии В. Тимирязев (слева) запечатывает урну по окончании голосования.

Правительство любым путём стремилось обеспечить приемлемый для себя состав Думы: от выборов отстранялись крестьяне, не являющиеся домохозяевами, по городской курии не могли избираться рабочие, даже если они имели требуемый законом квартирный ценз, и т. д. По инициативе П. А. Столыпина в Совете министров дважды обсуждался вопрос об изменении избирательного законодательства (8 июля и 7 сентября 1906 года), но члены правительства пришли к выводу о нецелесообразности такого шага, поскольку он был связан с нарушением Основных законов и мог повлечь обострение революционной борьбы.
На этот раз в выборах участвовали представители всего партийного спектра, в том числе и крайне левые. Боролось, в общем, четыре течения: правые, стоящие за укрепление самодержавия; октябристы, принявшие программу Столыпина; кадеты; левый блок, объединивший социал-демократов, эсеров и другие социалистические группы. 
Торжественный молебен в честь открытия II Государственной думы и первое заседание состоялись 20 февраля 1907 года.

## Состав

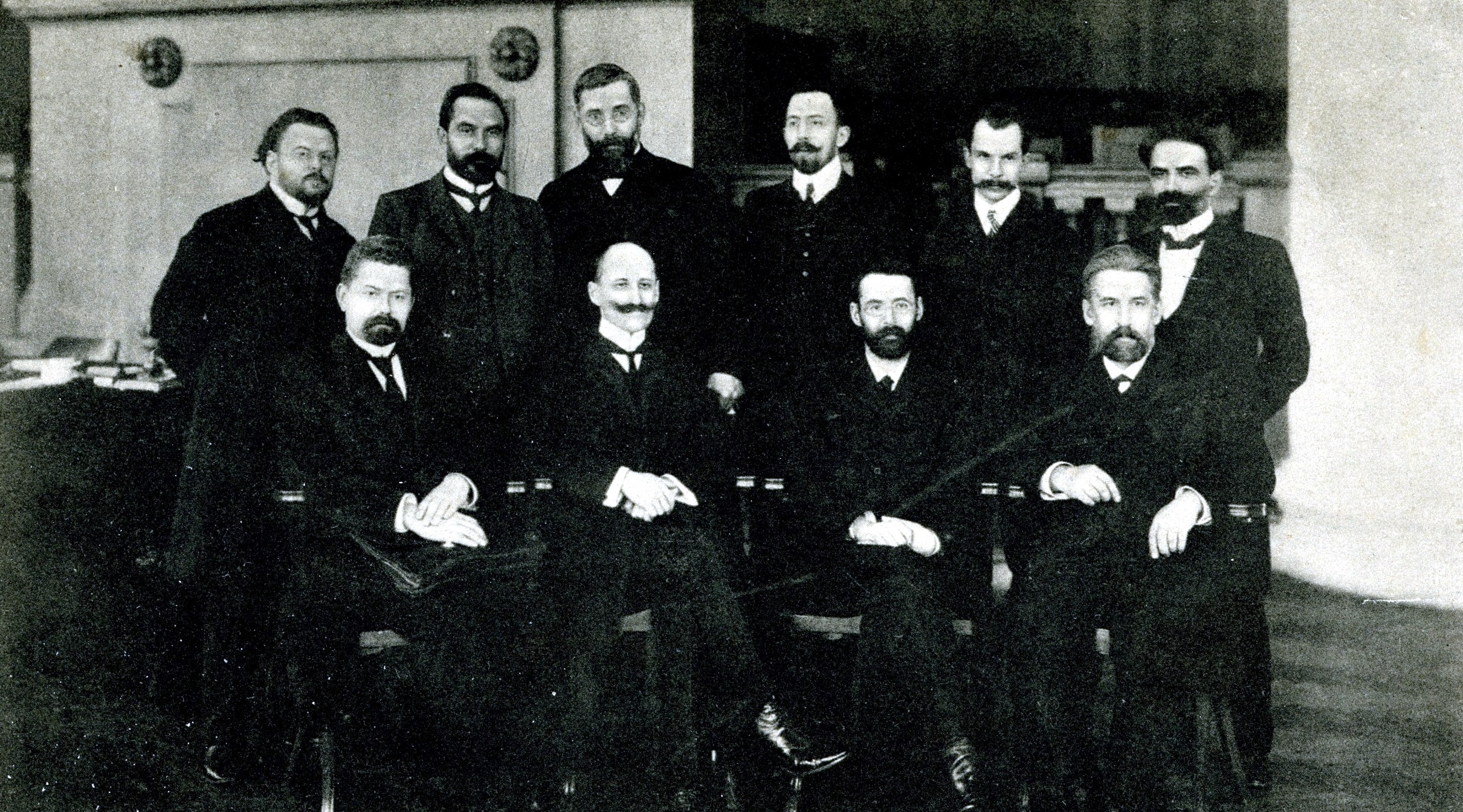
Президиум Государственной Думы 2-го созыва

Всего было избрано 518 депутатов. Депутаты распределились следующим образом:
- по возрасту: до 30 лет — 72 человека, 30-40 лет — 123 человека, 40-50 лет − 175 человек, 50-60 лет — 140 человек, свыше 60 лет — 8 человек.
- по уровню образования: высшее образование имели 38 % депутатов, среднее — 21 %, низшее — 32 %, домашнее — 8 %, неграмотных 1 %.
- по роду занятий: 169 крестьян, 32 рабочих, 20 священников, 25 земских городских и дворянских служащих, 10 мелких частных служащих, 1 поэт, 24 чиновника (в том числе 8 из судебного ведомства), 3 офицера, 10 профессоров и приват-доцентов, 28 других преподавателей, 19 журналистов, 33 юриста (адвокатура), 17 коммерсантов, 57 землевладельцев-дворян, 6 промышленников и директоров заводов.

Только 32 члена Думы (6 %) являлись депутатами первой Думы. Столь малый процент объяснялся тем, что после роспуска I Думы 180 депутатов подписали Выборгское воззвание, за что были лишены избирательных прав и не могли участвовать в новых выборах.
Участие в выборах большего числа политических сил привело к большей пестроте политических сил по сравнению с прежней думой. По партийным фракциям они распределялись так: трудовая крестьянская фракция — 104 депутата, которая состояла из собственно трудовиков — членов Трудовой группы (71 человек), членов Всероссийского крестьянского союза (14 человек) и сочувствующих (19), кадеты — 98, социал-демократическая фракция — 65, беспартийные — 50, польское коло — 46, фракция октябристов и группа умеренных — 44, социалисты-революционеры — 37, мусульманская фракция — 30, казачья группа — 17, народно-социалистическая фракция — 16, правых монархистов — 10, к партии демократических реформ принадлежал один депутат.
Председателем Думы стал избранный от Московской губернии правый «кадет» Фёдор Александрович Головин. Товарищами председателя — Н. Н. Познанский (беспартийный левый) и М. Е. Березин (трудовик). Секретарём — М. В. Челноков («кадет»).

## Работа Думы

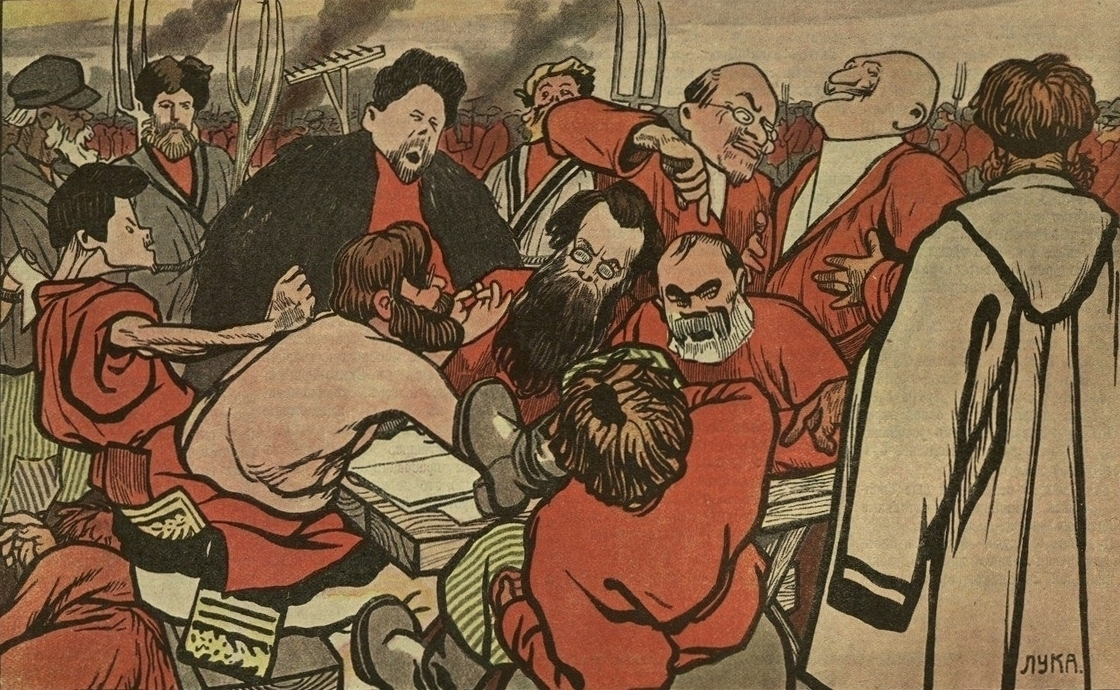
Карикатура «Головин пишет ответ Столыпину». Справа — Ф. А. Головин с И. В. Гессеном. За столом, сбросив министерский мундир, сидит г. Кутлер; перед ним депутаты А. А. Кизеветтер и С. В. Нечитайло; за его спиною — г. Алексинский. В бурке — товарищ председателя г. Познанский. Среди других депутат И. Е. Пьяных и другие.

Дума продолжила борьбу за влияние на деятельность правительства, что вело к многочисленным конфликтам и стало одной из причин краткого периода её деятельности. В целом, Вторая Дума оказалась ещё более радикально настроена, чем её предшественница. Руководствуясь нормами статей 5 и 6 Положения об утверждении Государственной Думы от 20 февраля 1906 депутаты образовали отделы и комиссии для предварительной подготовки дел, подлежащих рассмотрению в Думе. Созданные комиссии приступили к разработке многочисленных законопроектов. Основным оставался аграрный вопрос, по которому каждая фракция представила свой проект. Кроме того, Вторая Дума активно рассматривала продовольственный вопрос, обсуждала Государственный бюджет на 1907 год, вопрос о призыве новобранцев, об отмене военно-полевых судов и т. д.
Основным предметом дебатов в Думе весной 1907 года стал вопрос о принятии чрезвычайных мер против революционеров. Дума 17 мая 1907 года проголосовала против «незаконных действий» полиции. Такое неповиновение не устраивало правительство. Аппаратом министерства внутренних дел был подготовлен втайне от Думы проект нового избирательного закона. 1 июня 1907 Пётр Столыпин потребовал отстранения от участия в заседаниях Думы 55 социал-демократов и лишения 16 из них депутатской неприкосновенности, обвинив их в подготовке к «ниспровержению государственного строя» и заговоре против царской семьи.
На основании этого Николай II 3 июня 1907 объявил о роспуске Думы II созыва и изменении избирательного закона. Депутаты Второй Думы разъехались по домам. Как и ожидал Пётр Столыпин, никакой революционной вспышки не последовало. Считается общепринятым, что акт 3 июня 1907 (Третьеиюньский переворот) означал завершение российской революции 1905—1907.

## Итоги
В целом законодательная деятельность второй Думы в течение 102 дней, как и в случае с первой Государственной думой, носила следы политической конфронтации с властью.
В парламент было внесено 287 правительственных законопроектов (в том числе бюджет на 1907 год, законопроект о реформе местного суда, ответственности чиновников, аграрной реформе и другие). Дума одобрила только 20 законопроектов. Из них лишь 3 получили силу закона (об установлении контингента новобранцев и два проекта помощи пострадавшим от неурожая).

## Интересные факты
- В. И. Ленин в 1907 году выступал без успеха кандидатом во 2-ю Государственную думу в Петербурге[3].
- 2 марта 1907 года в зале заседаний Думы произошёл обвал потолка. Случилось это ранним утром, поэтому никто из депутатов не пострадал.

После этого происшествия в журнале «Осколки» (1907 г. № 11, стр.5) появилось четверостишие под названием «Двѣ катастрофы»:
Едва окреп наш левый блок,
Как в Думе рухнул потолок!
И не прошло ещё недели,
Обрушился вдруг цертели!Romnles, Осколки, 1907, № 11, с. 5
Автор скрывался под псевдонимом Romnles. Что такое (или кто такой) цертели (именно цертели, а не церетели) — не понятно…
- Депутат Второй Государственной Думы Алексей Кузнецов впоследствии прославился тем, что являлся наводчиком в преступной группировке, совершившей ряд ограблений, в том числе Строгановского дворца.

Группы депутатов по избирательным округам
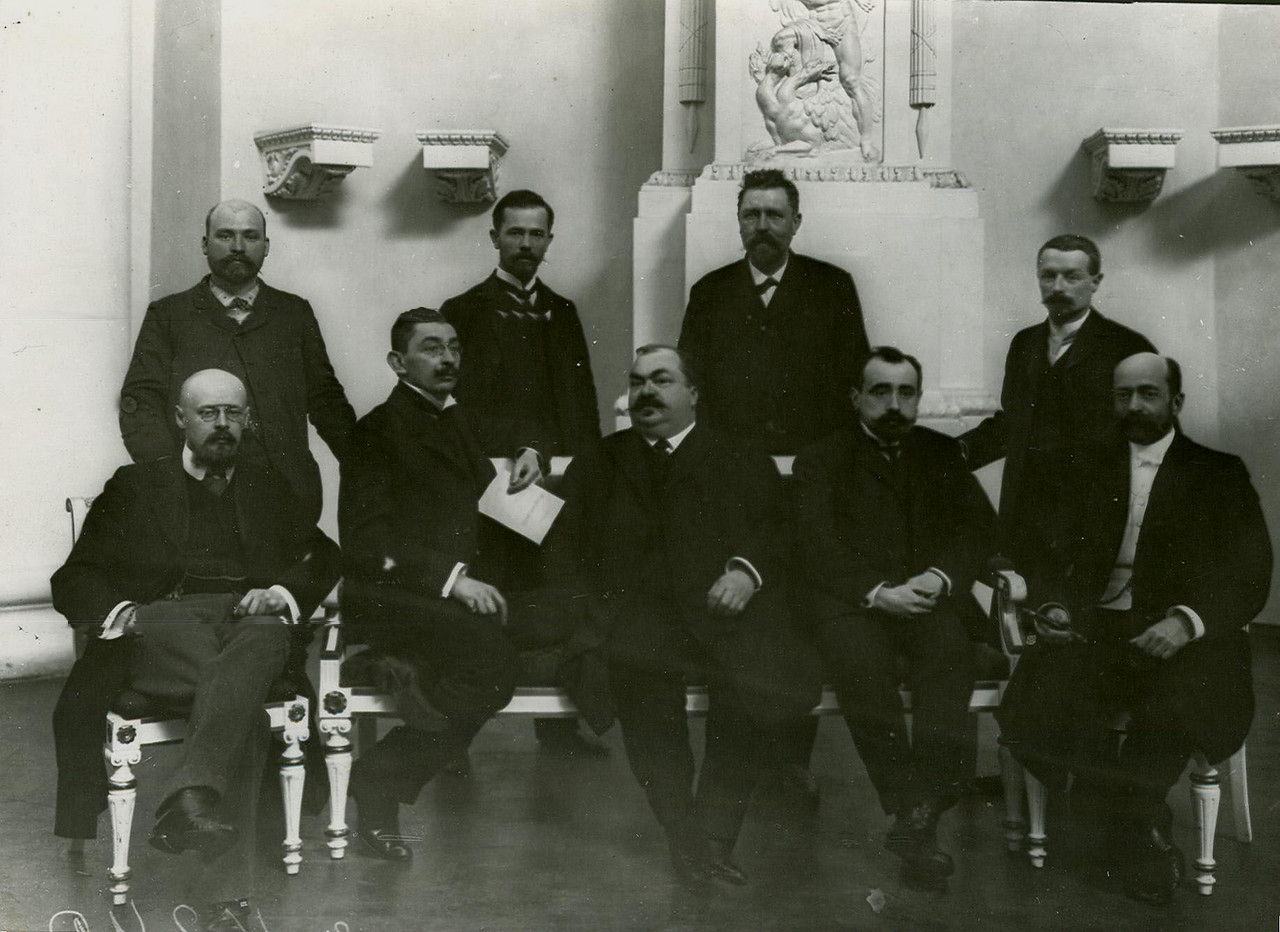
Бессарабская губерния
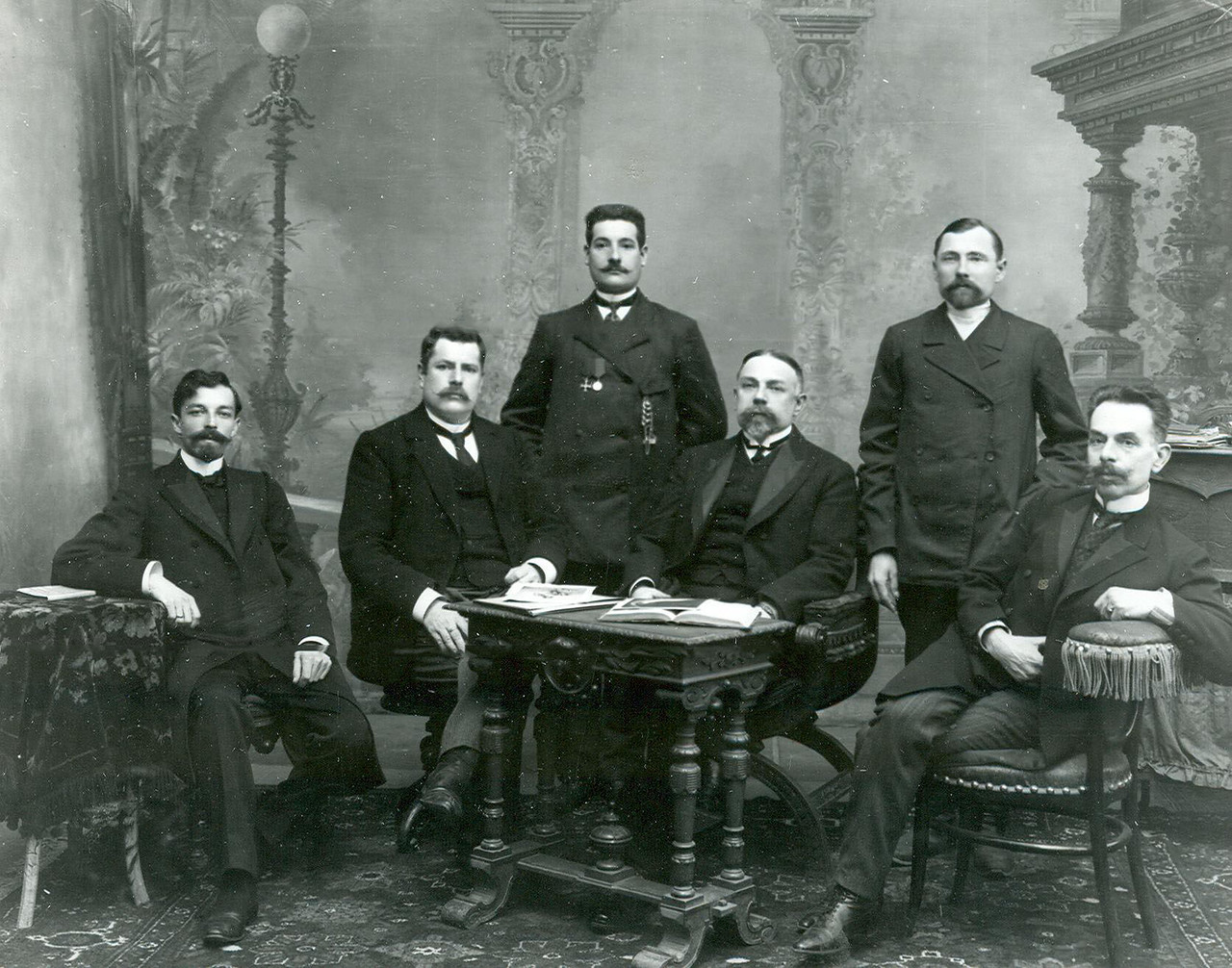
Витебская губерния
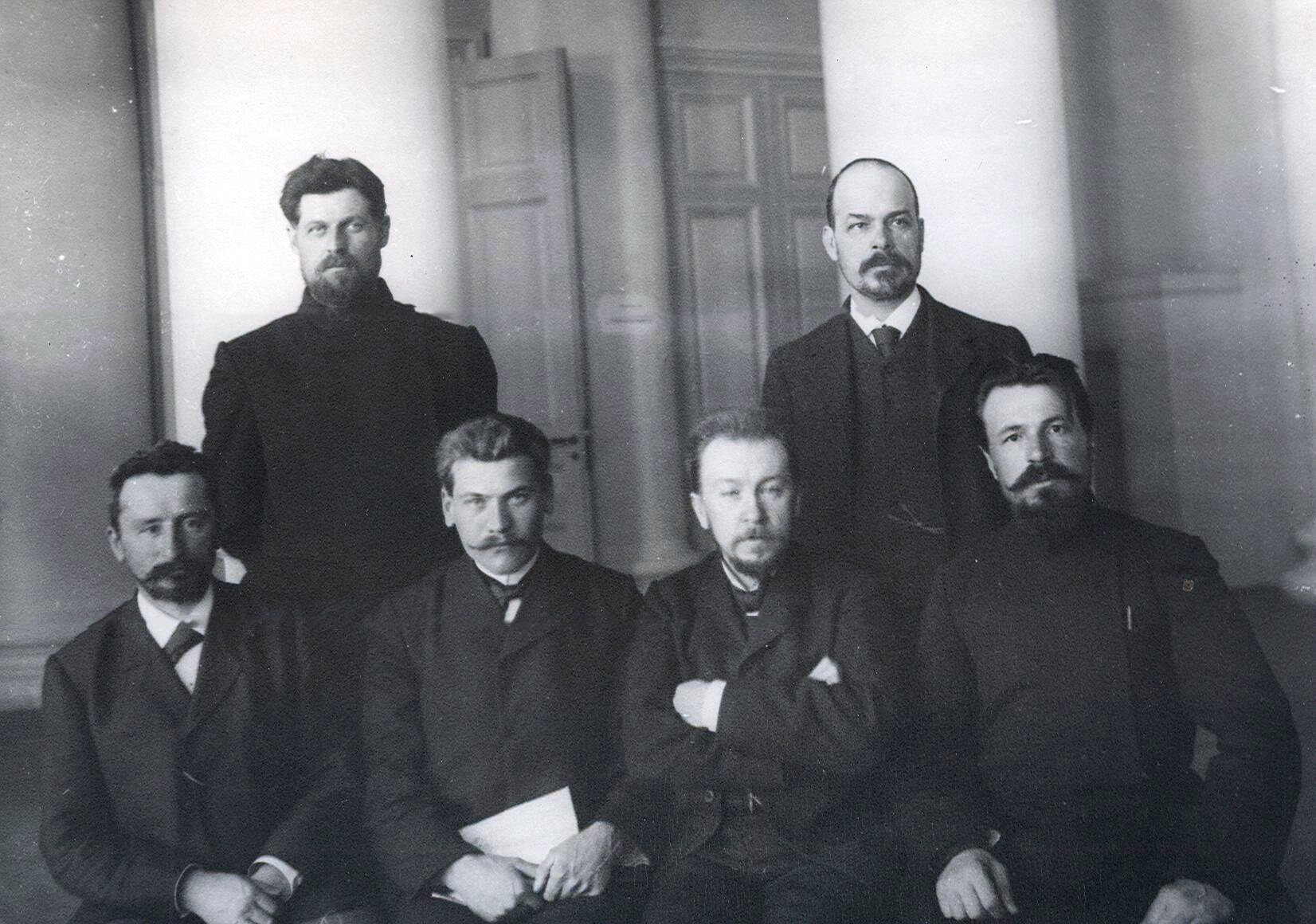
Владимирская губерния
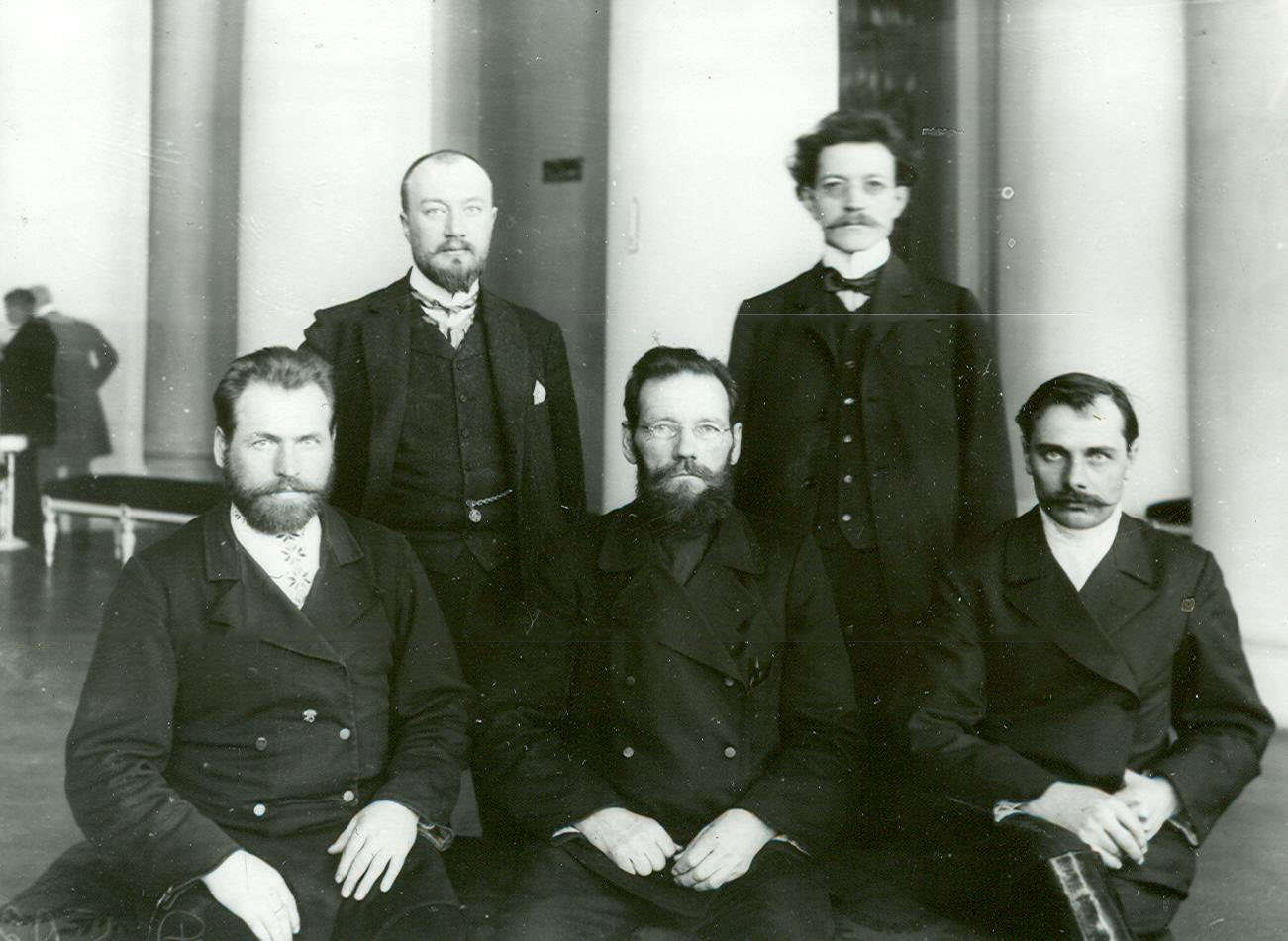
Вологодская губерния
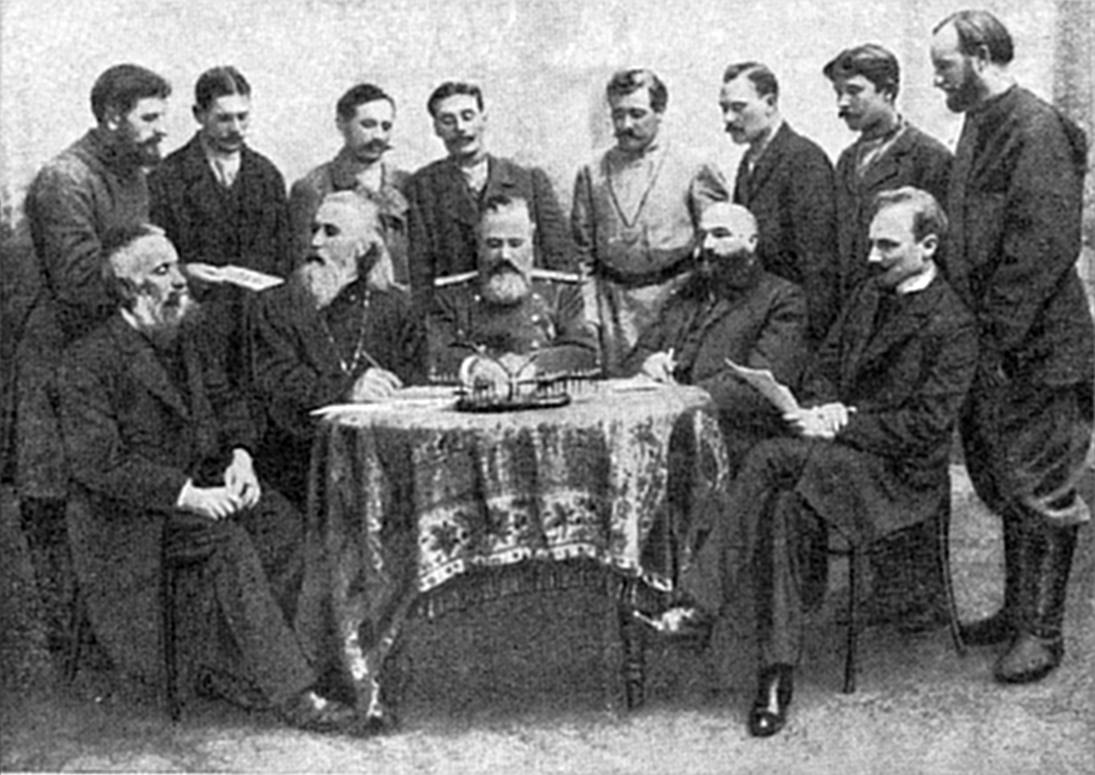
Волынская губерния
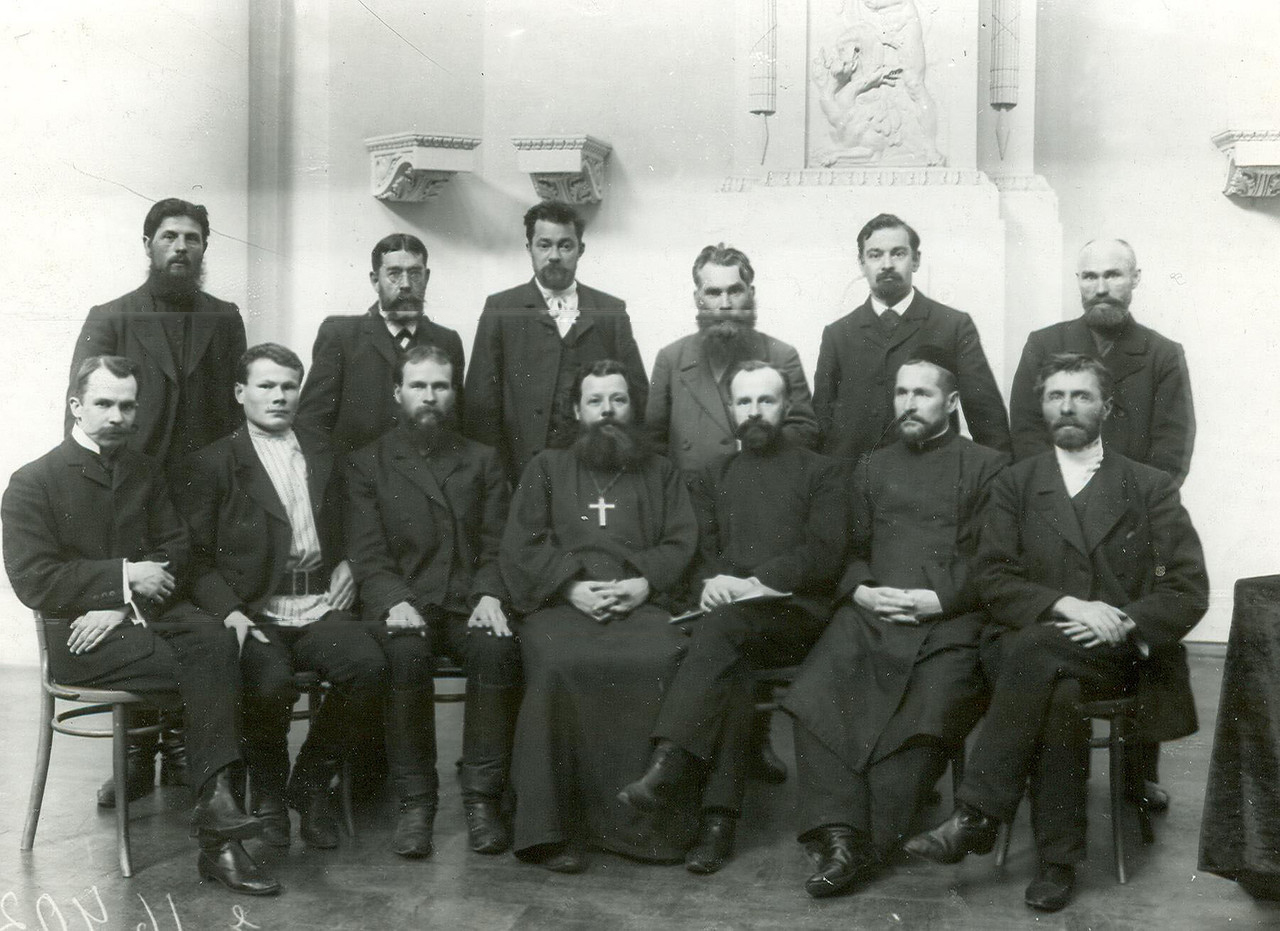
Вятская губерния
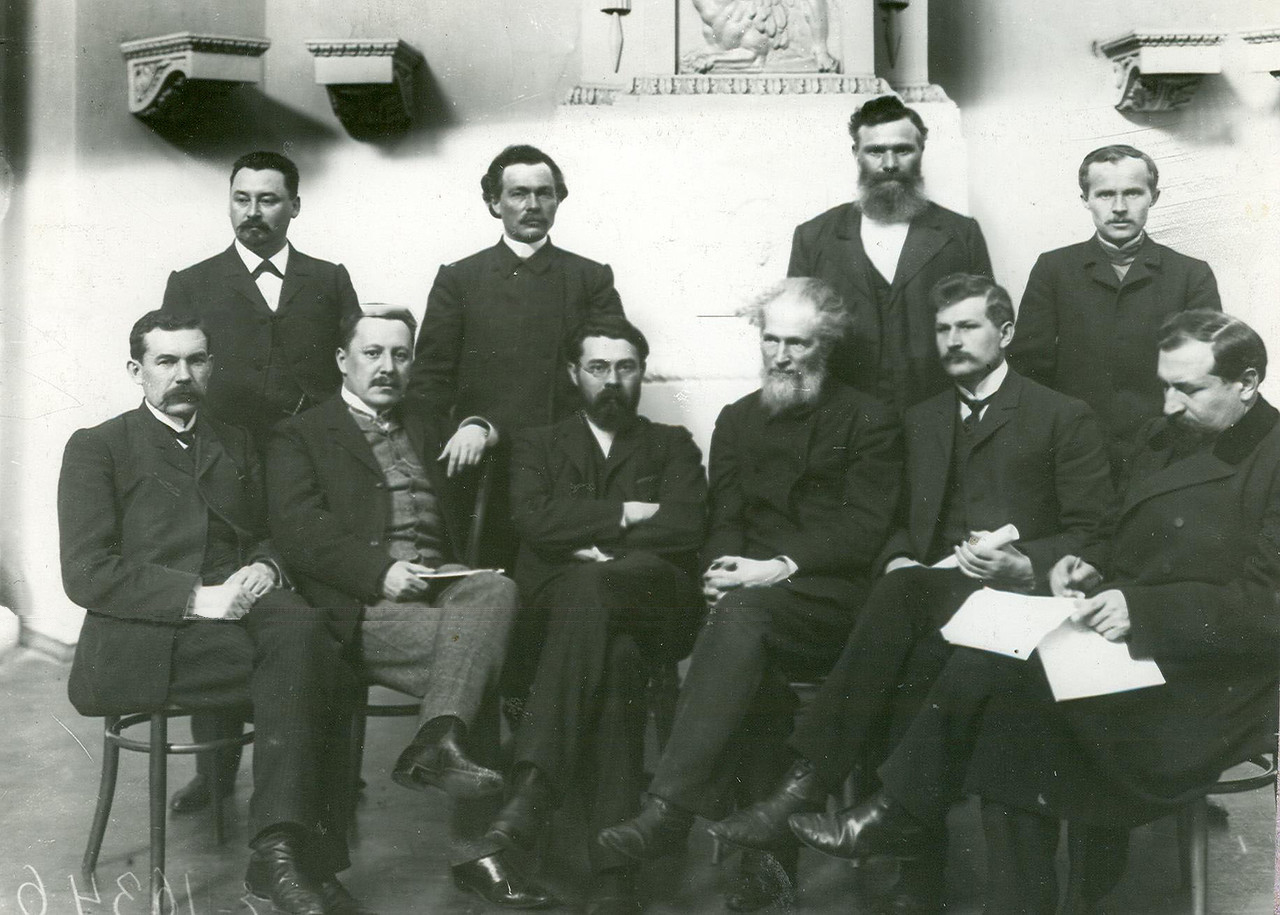
Область Войска Донского
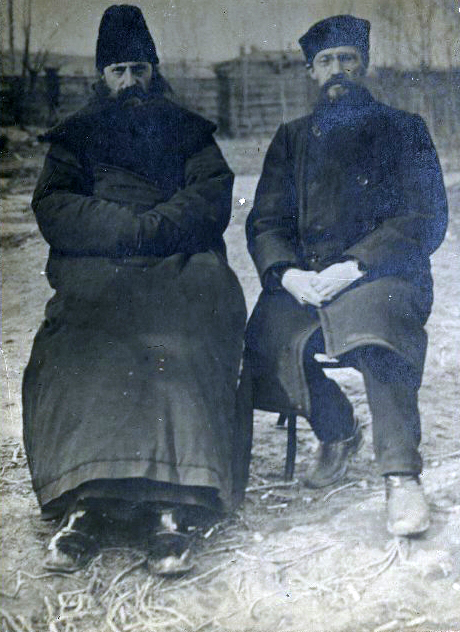
Енисейская губерния
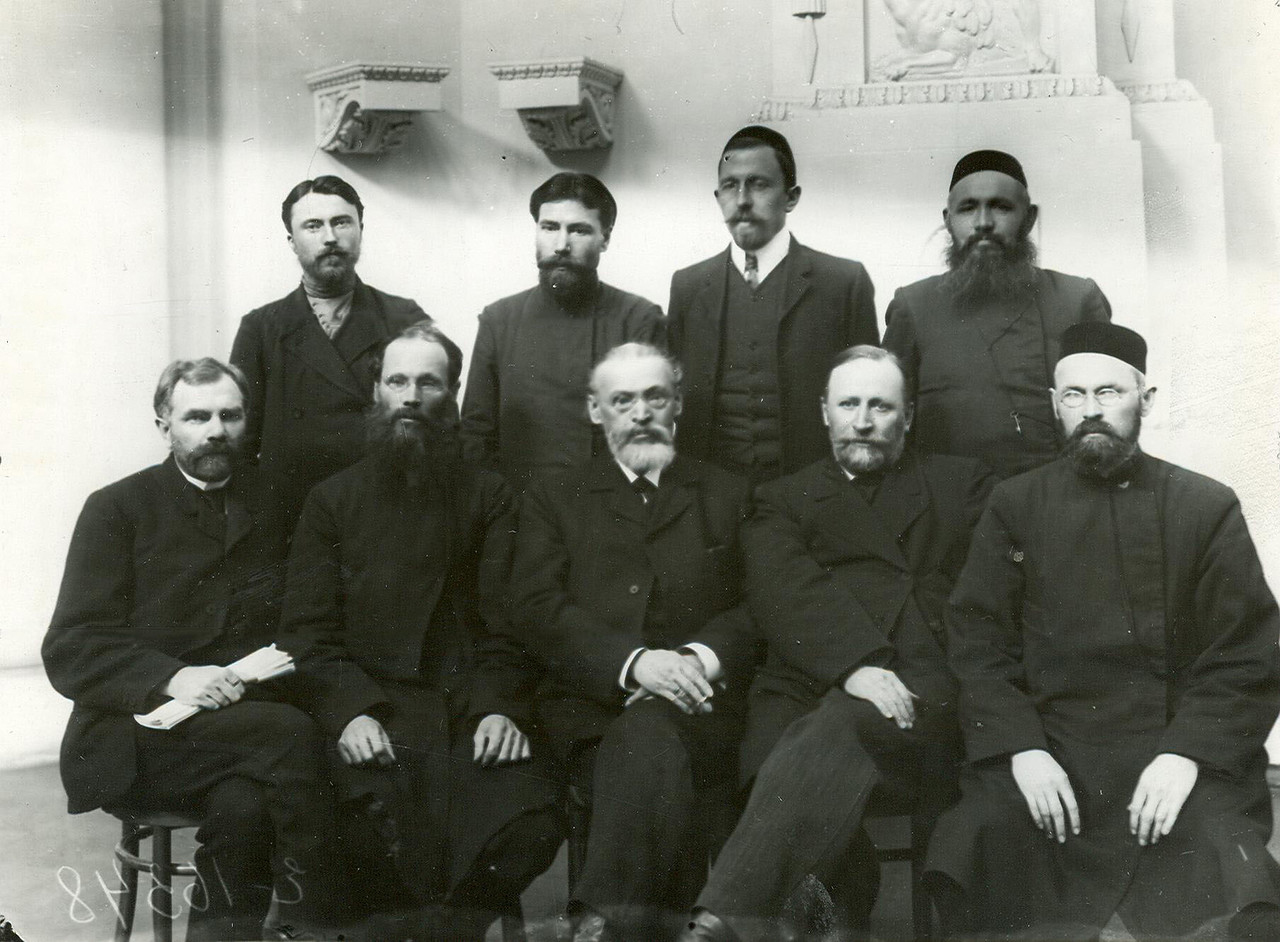
Казанская губерния
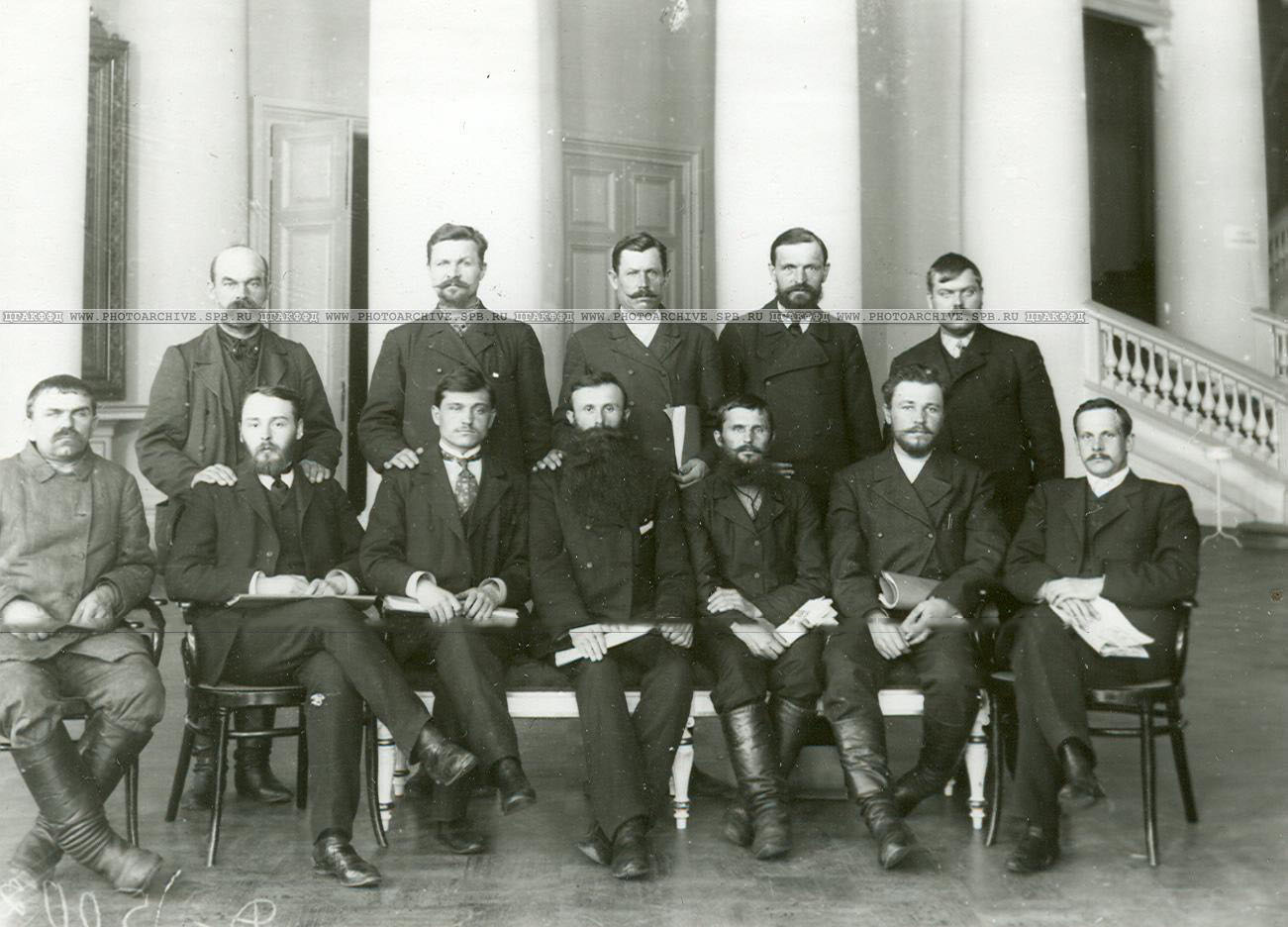
Киевская губерния
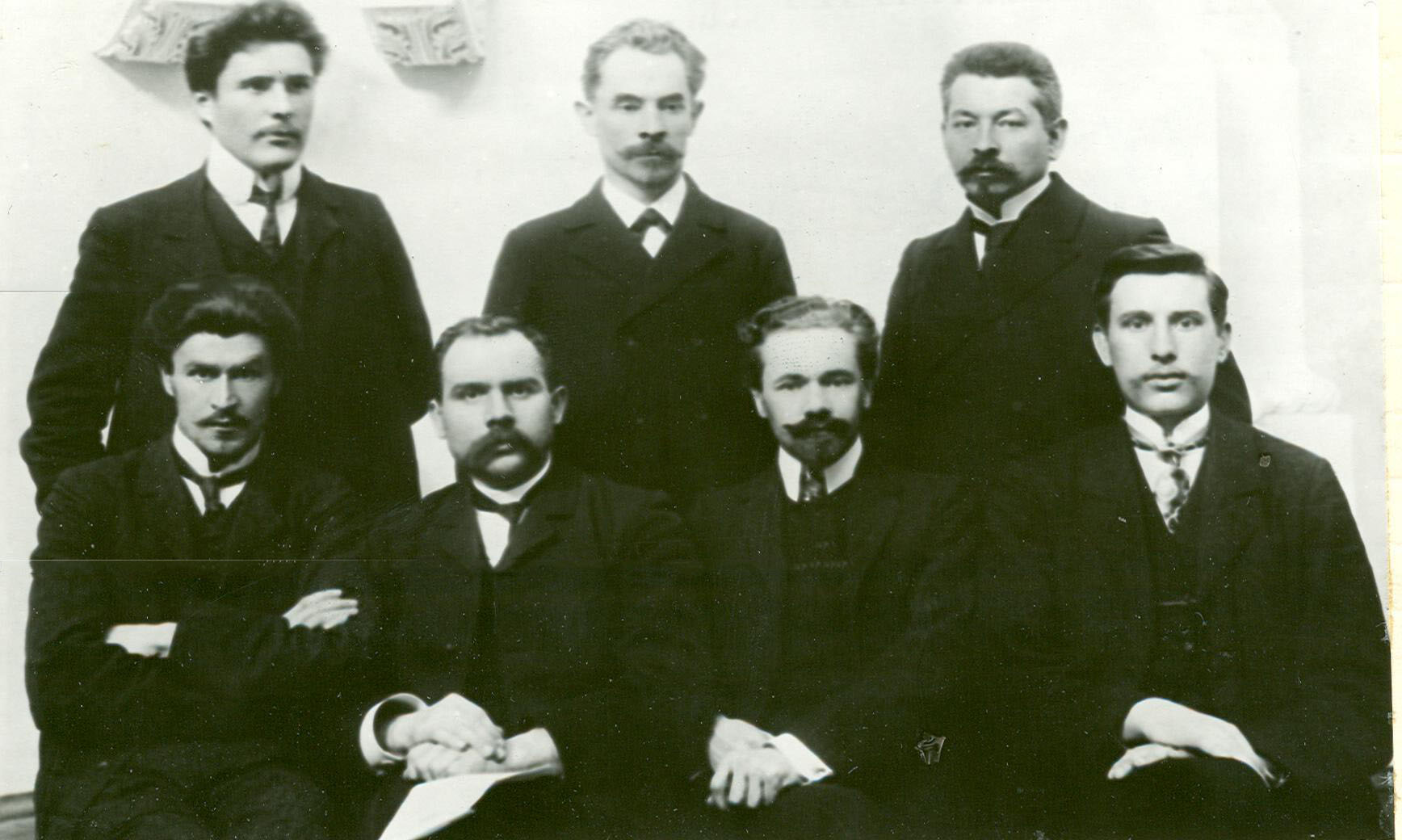
Ковенская и Сувалкская губернии
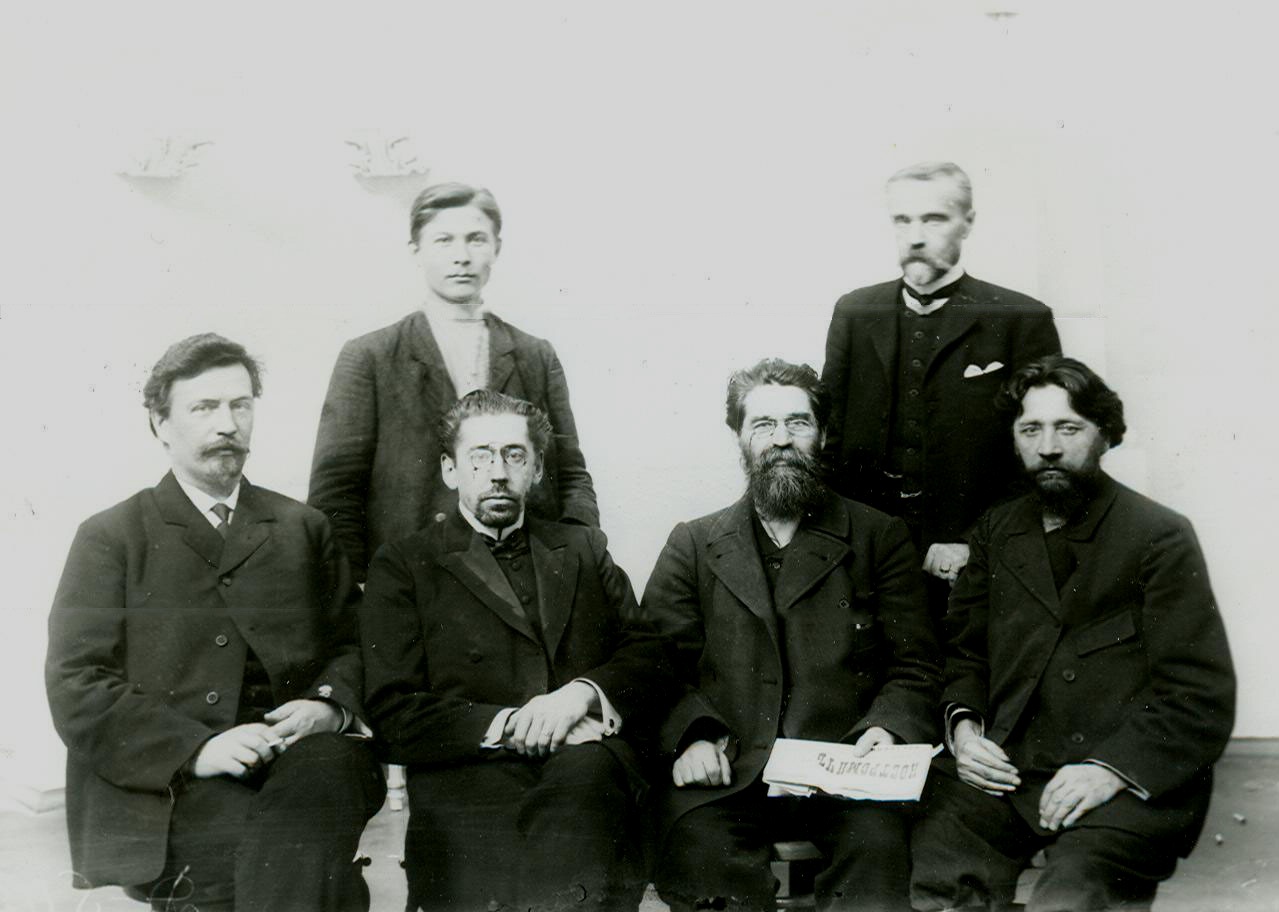
Костромская губерния
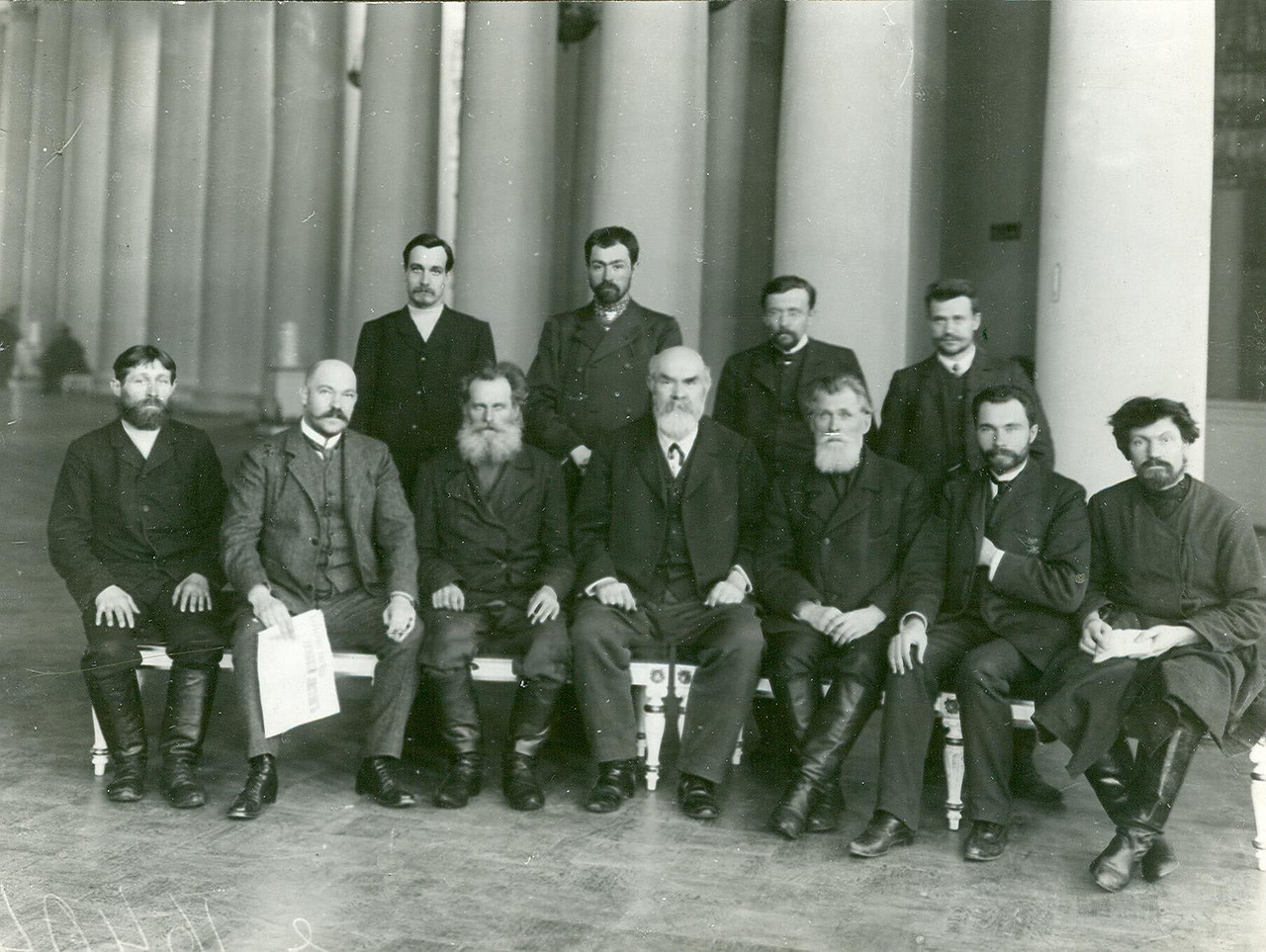
Курская губерния
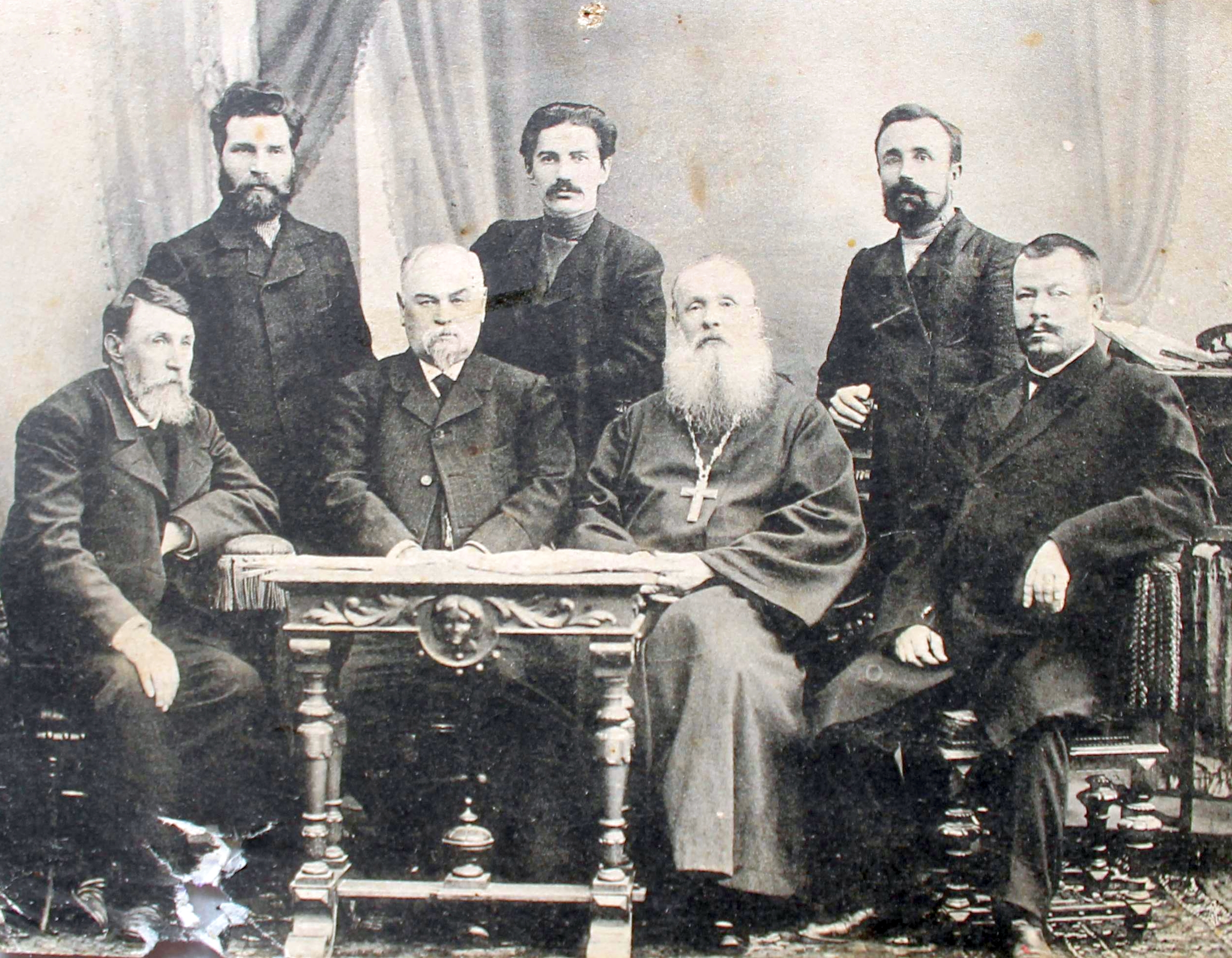
Нижегородская губерния
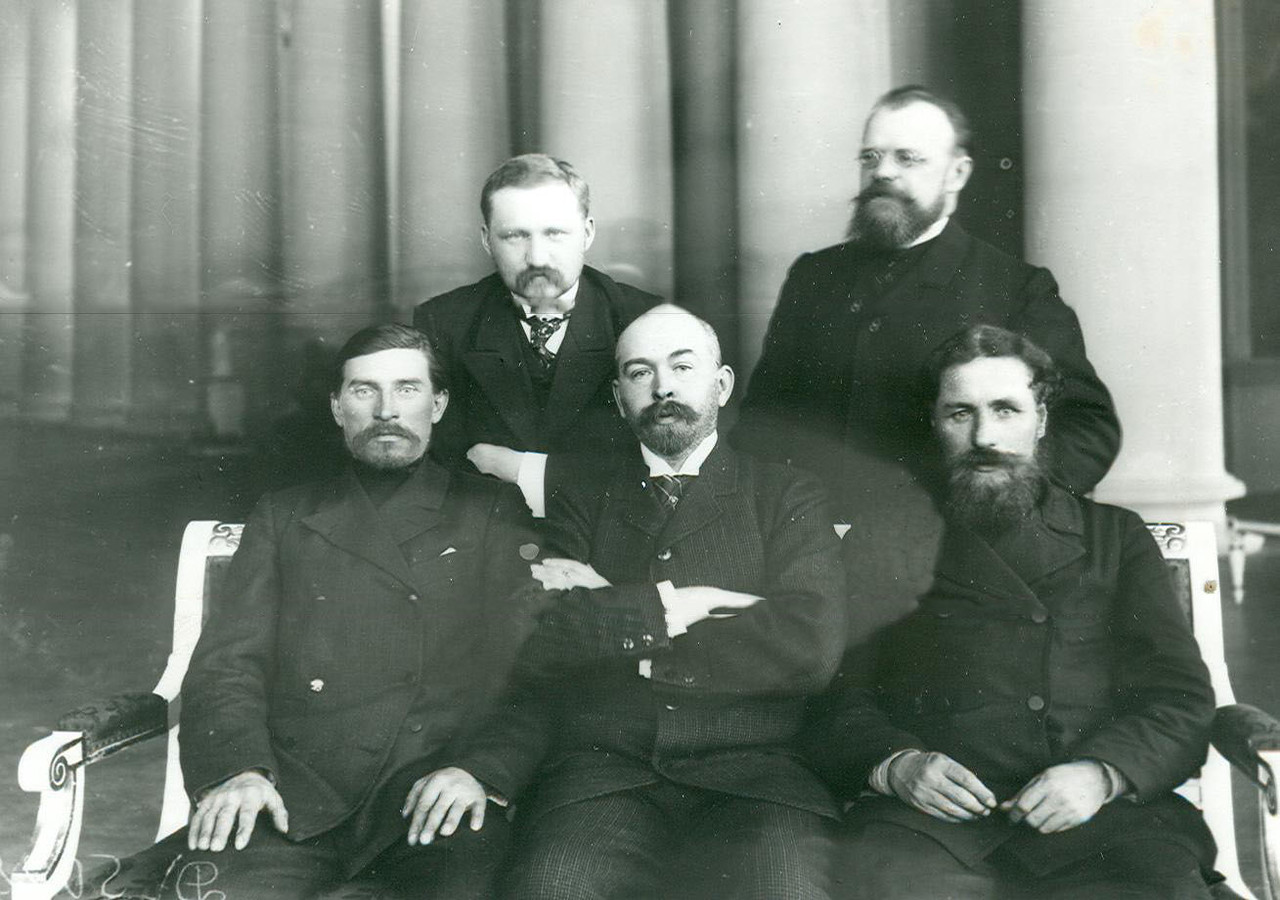
Новгородская губерния
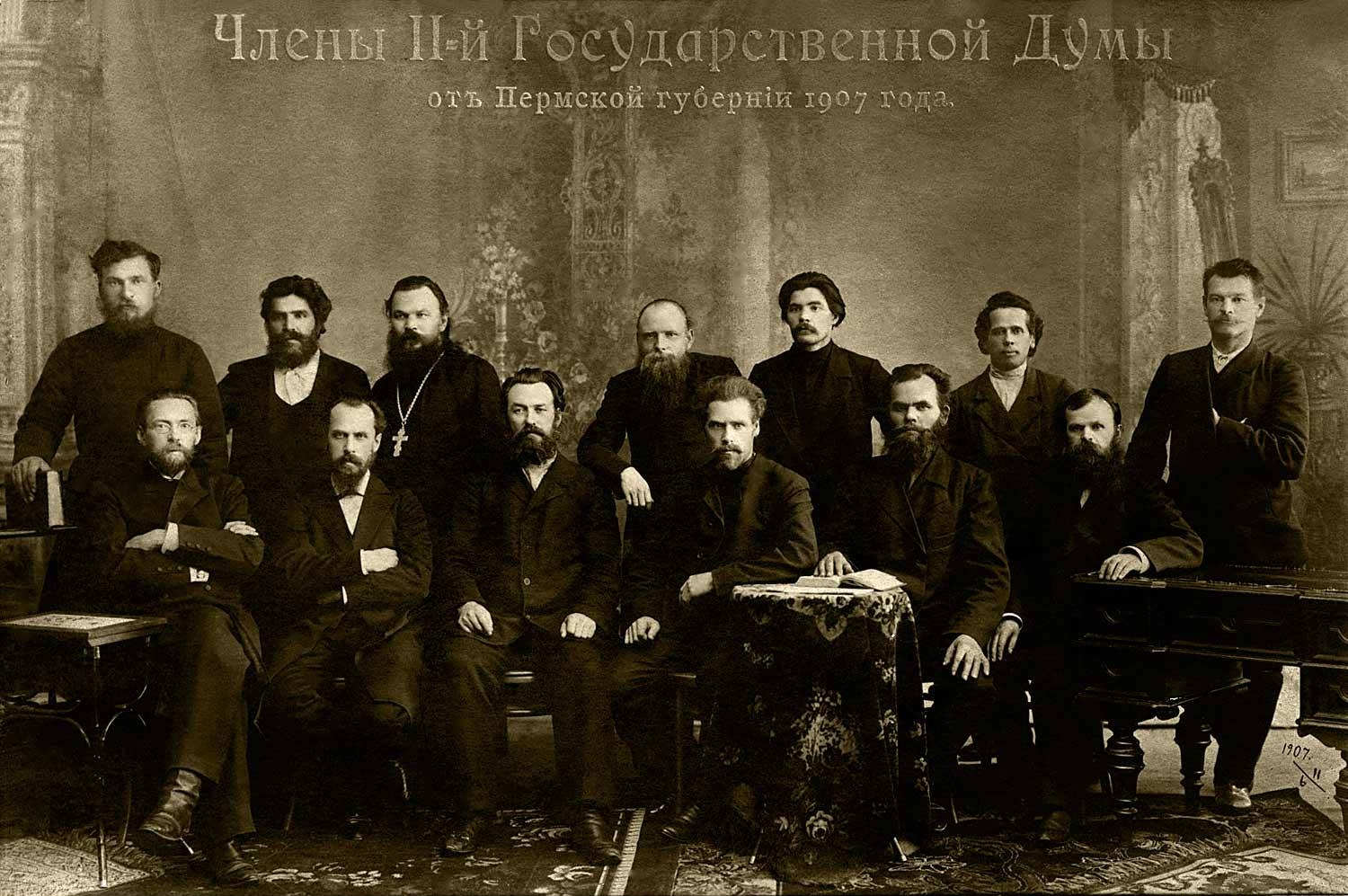
Пермская губерния
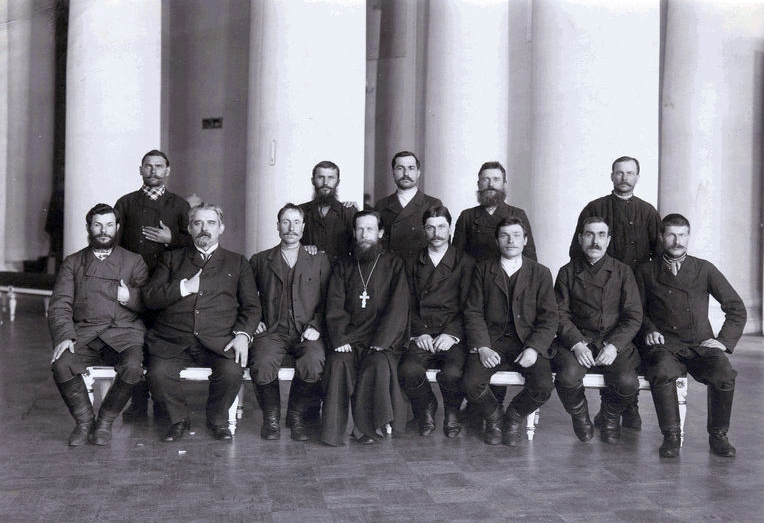
Подольская губерния
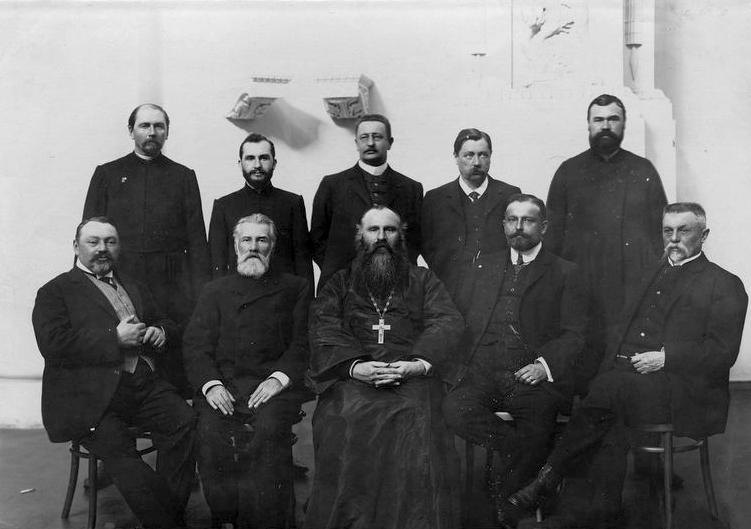
Полтавская губерния
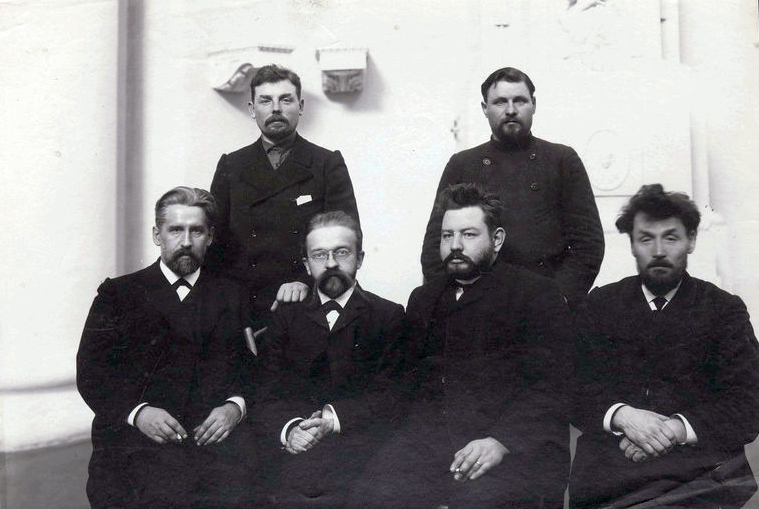
Рязанская губерния
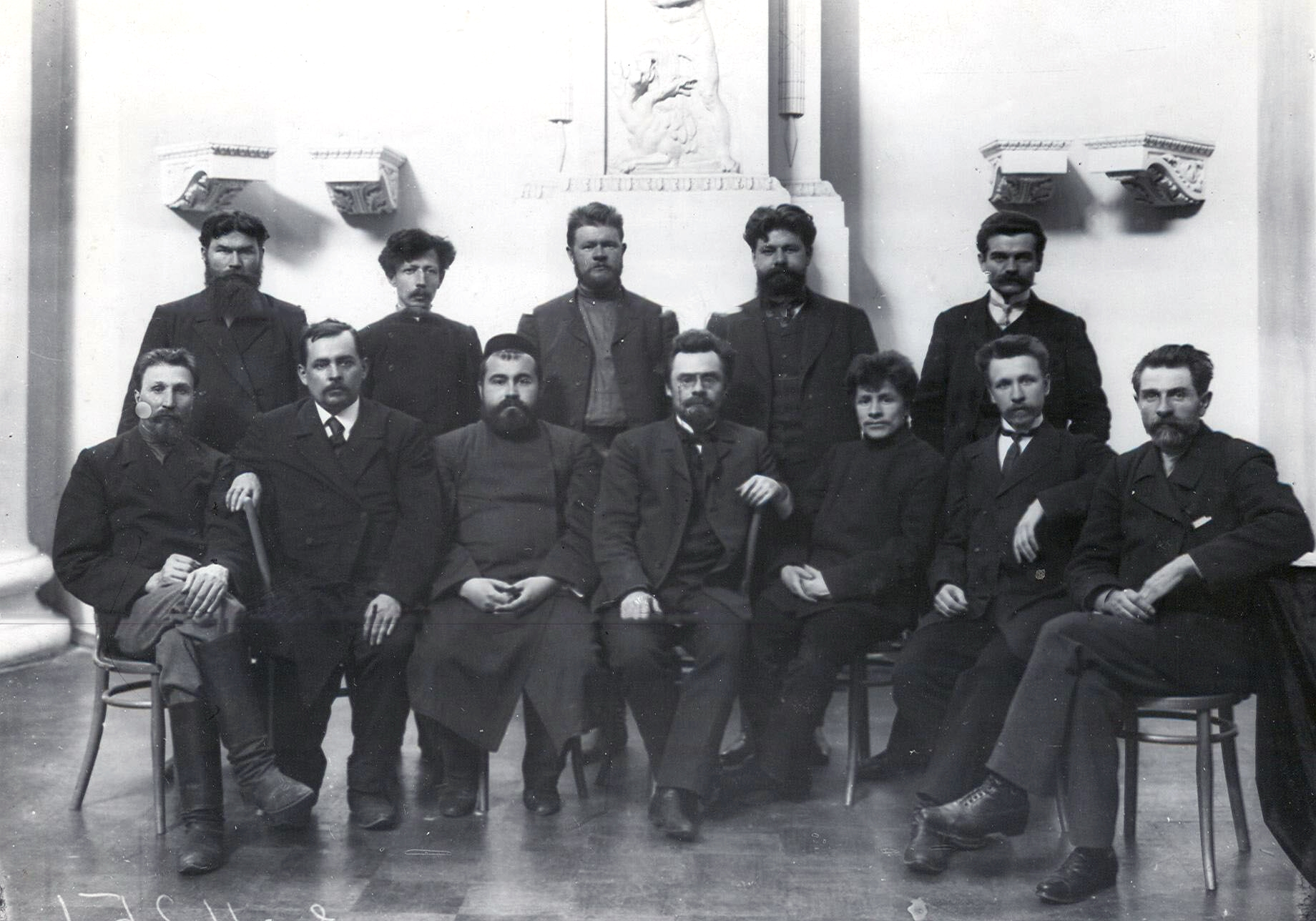
Самарская губерния
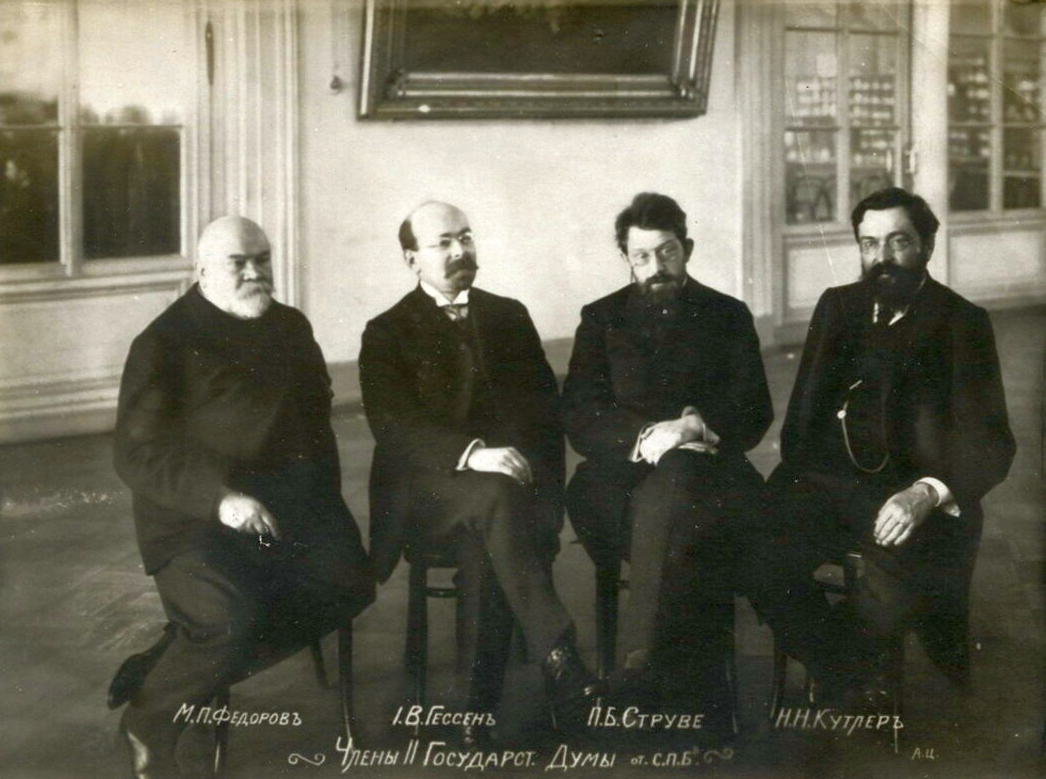
Санкт-Петербургская губерния
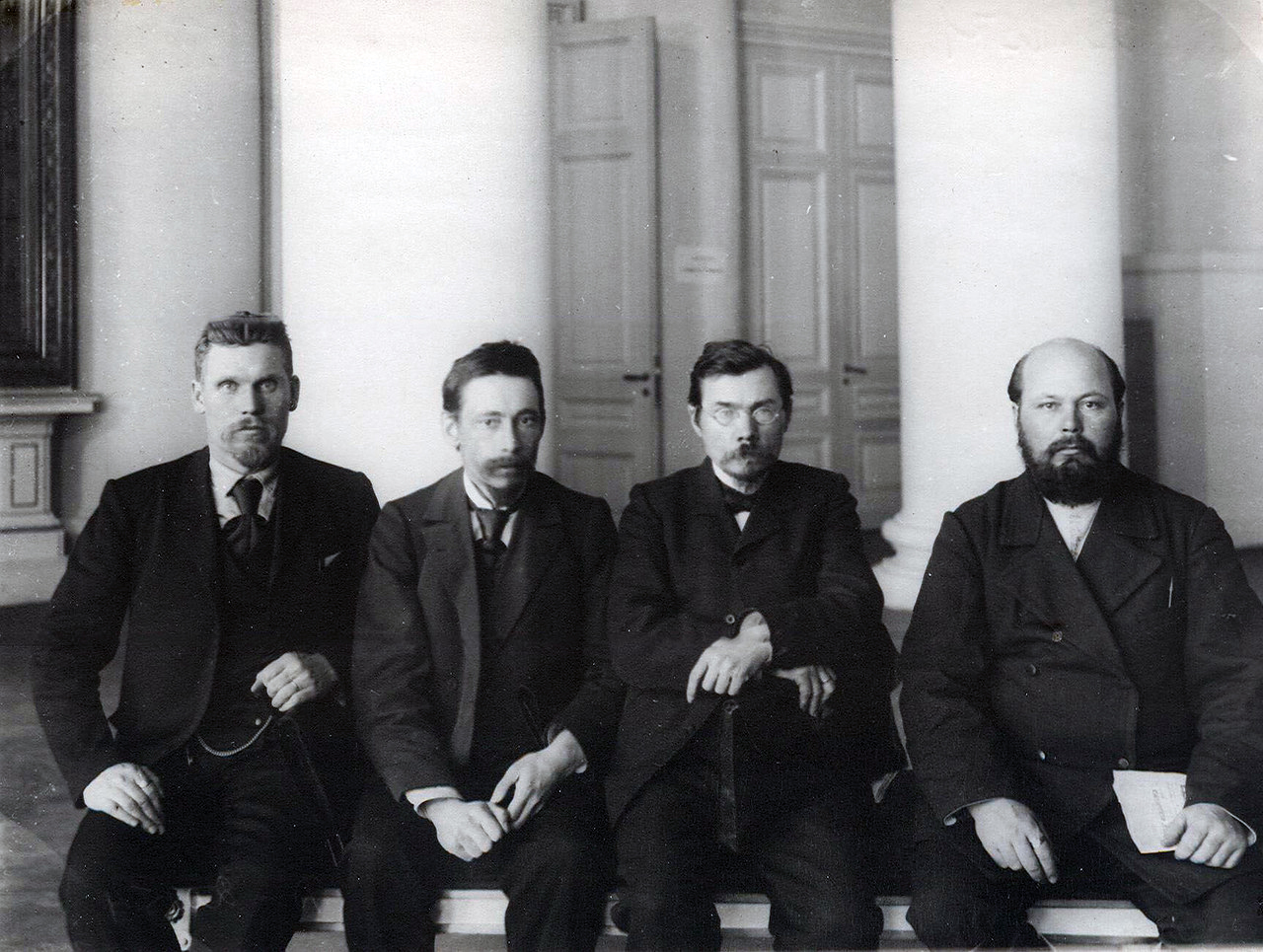
Тобольская губерния
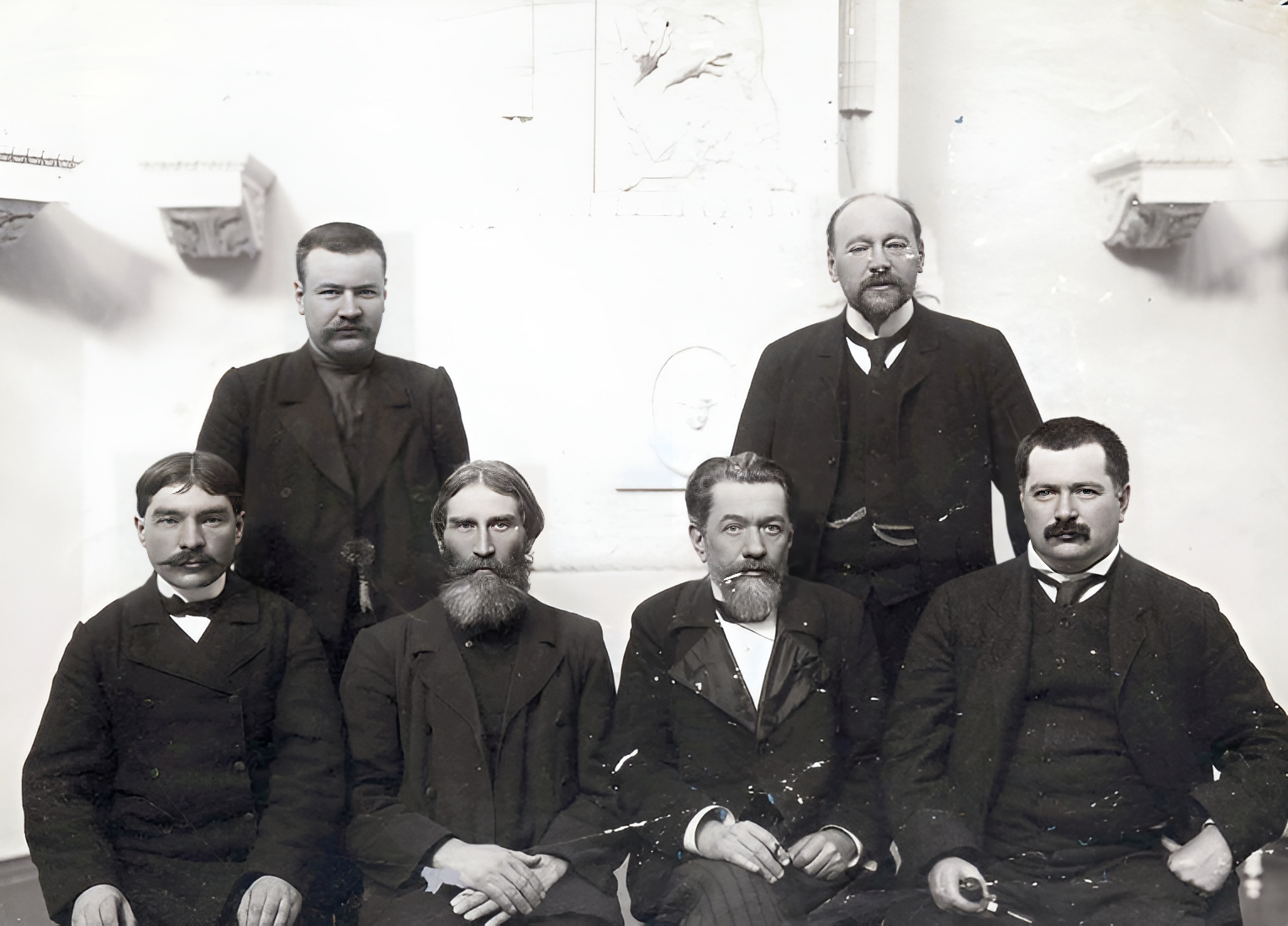
Тульская губерния
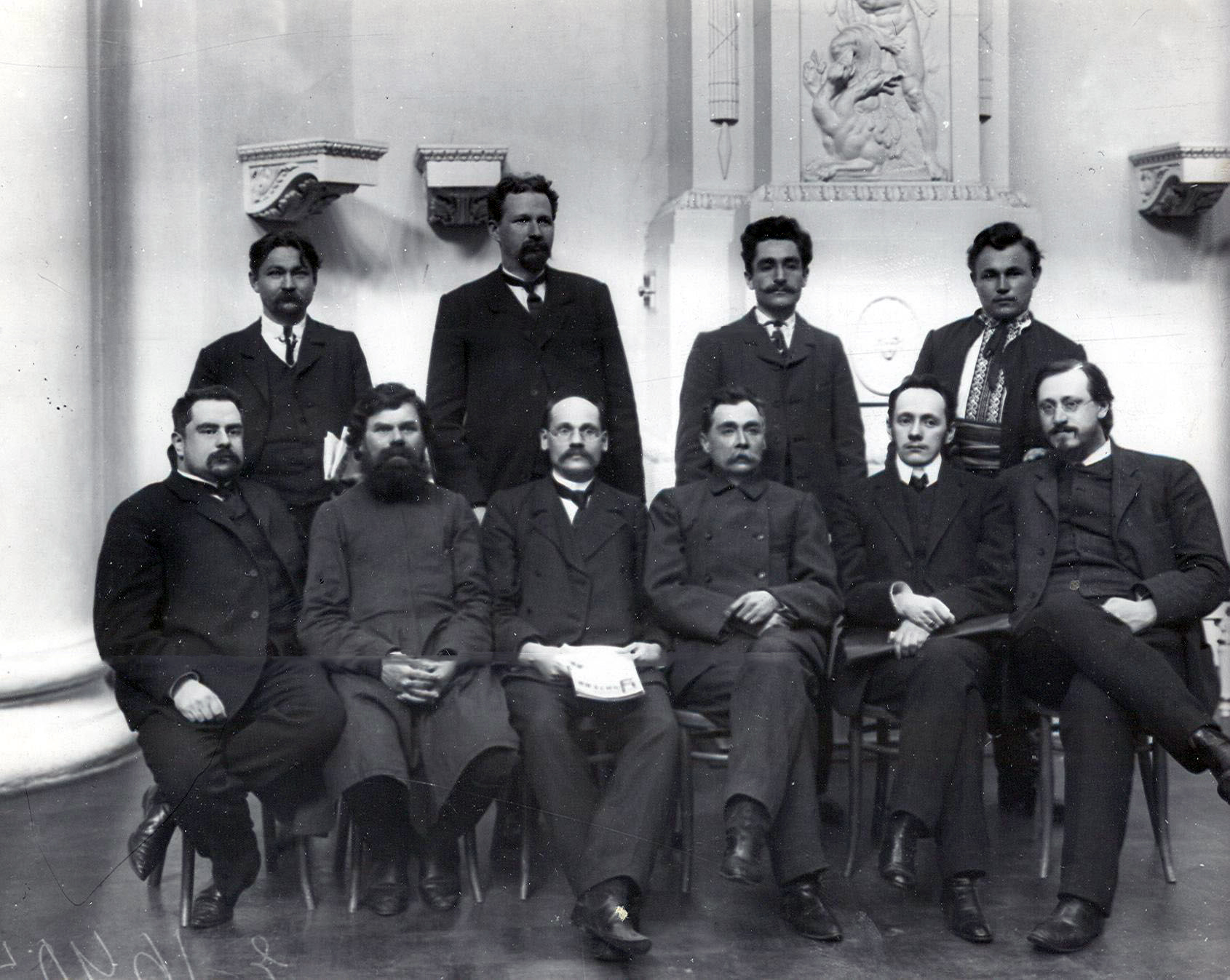
Черниговская губерния
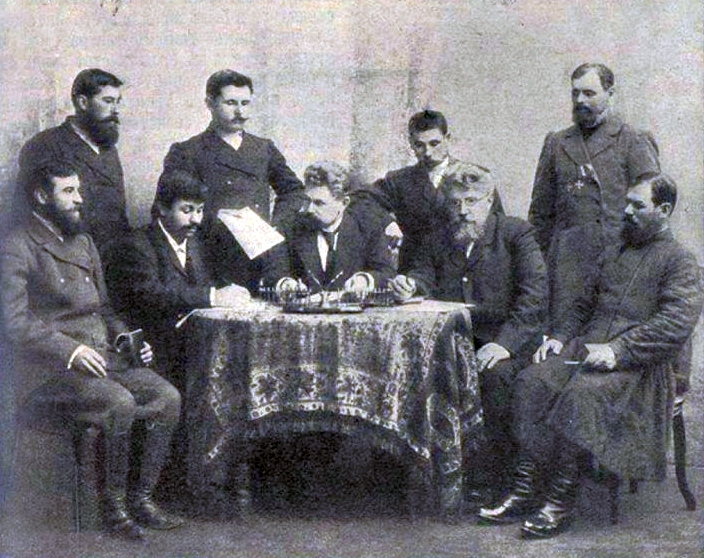
Харьковская губерния
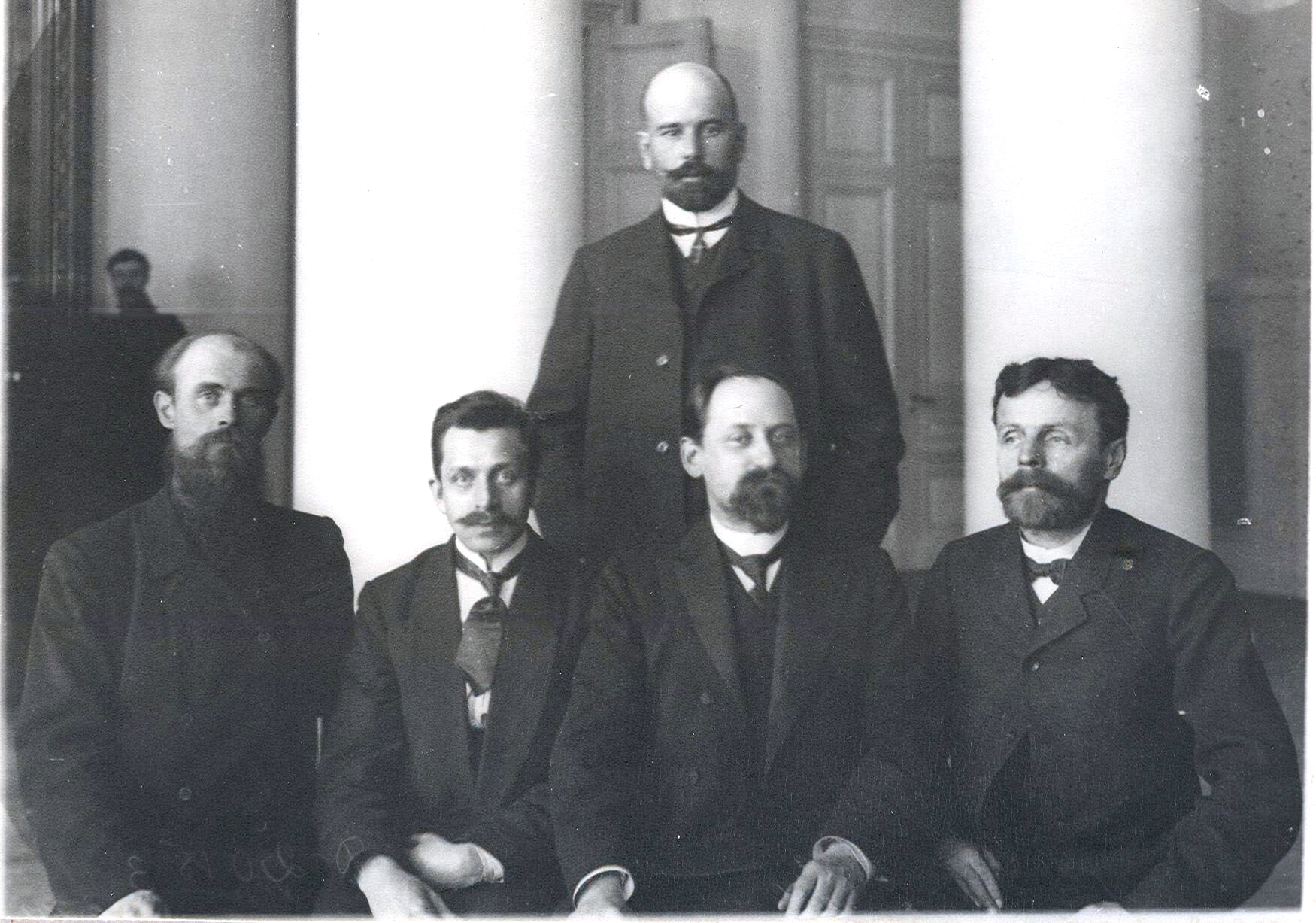
Ярославская губерния

Группы депутатов по фракциям
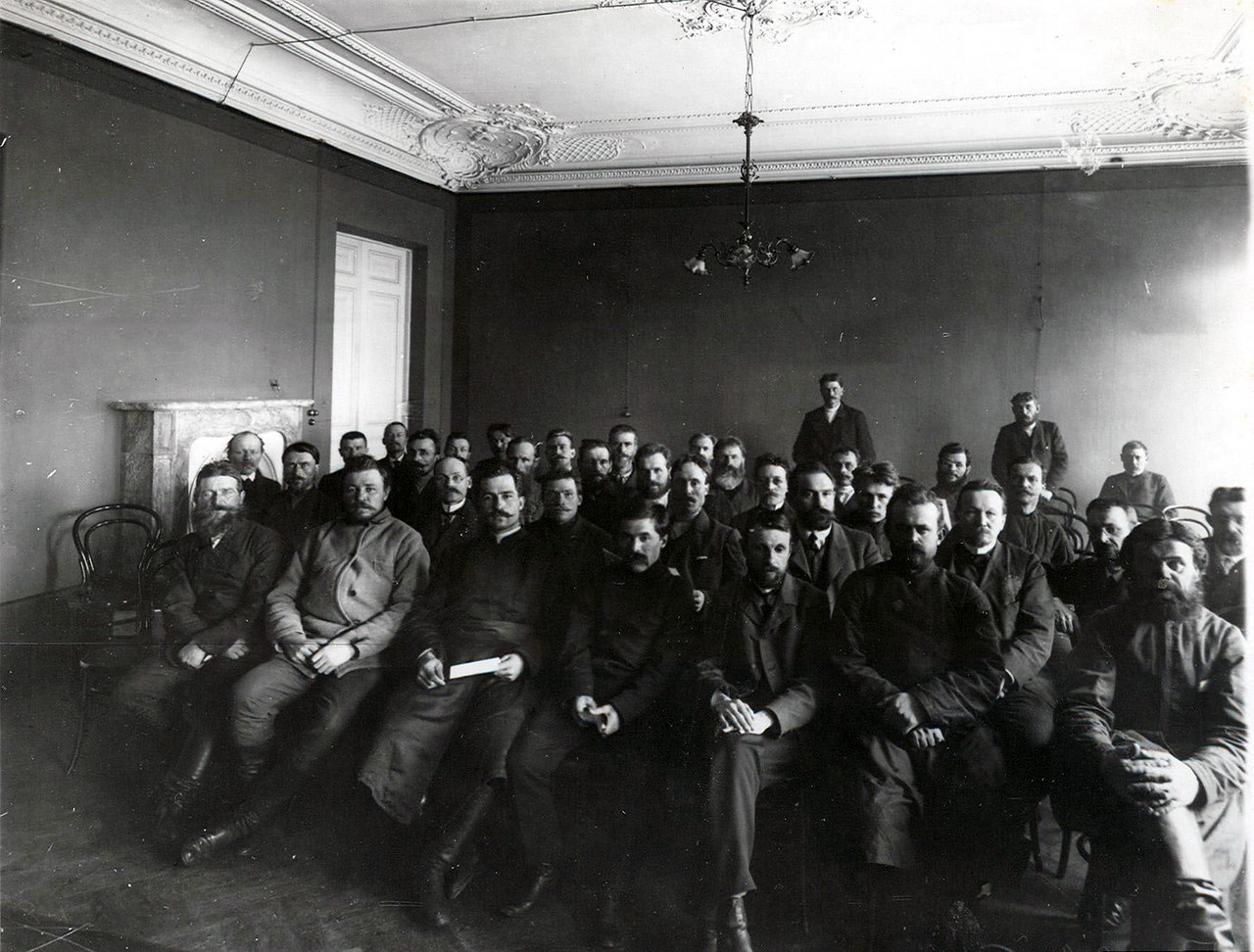
Трудовая группа
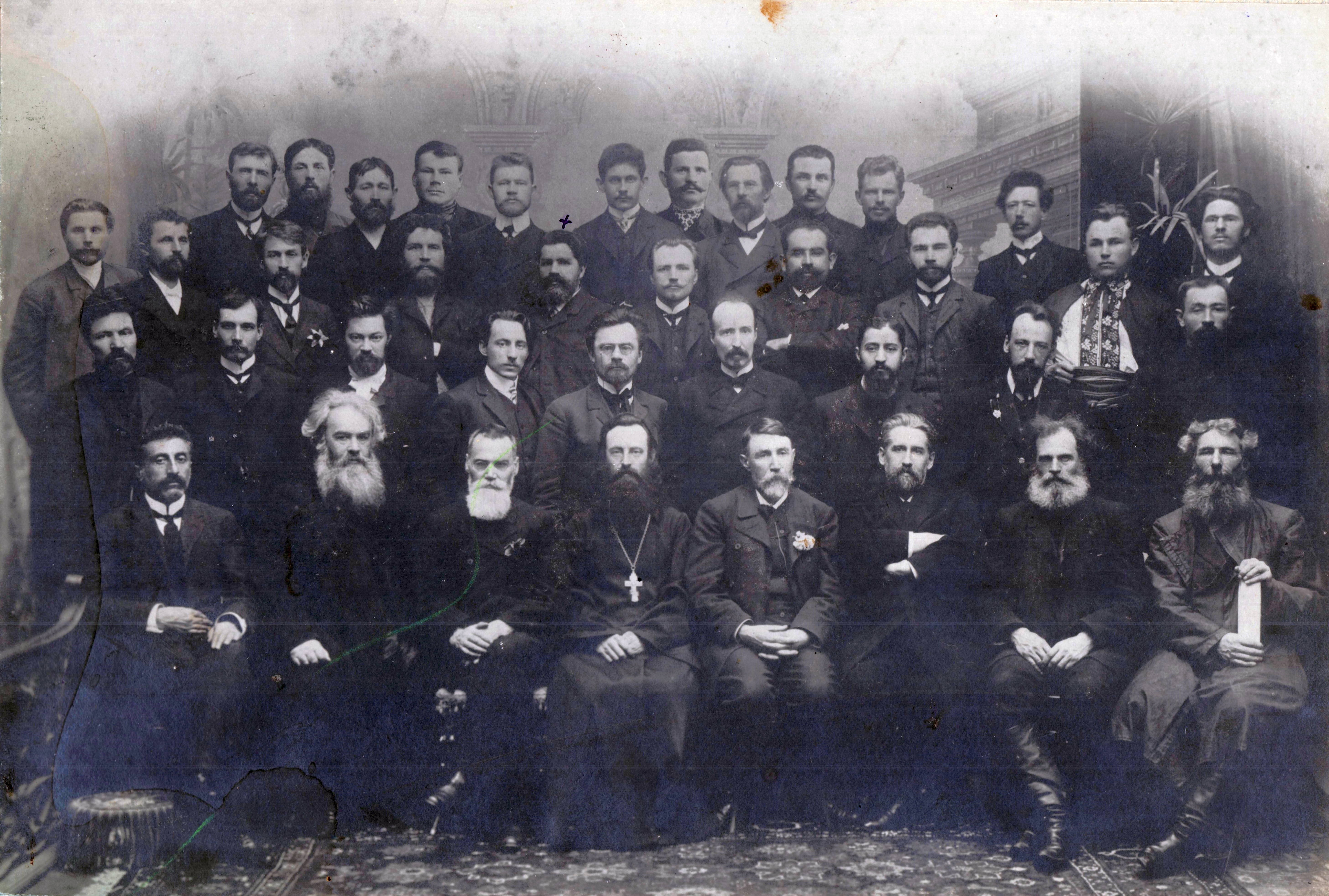
Фракция эсеров
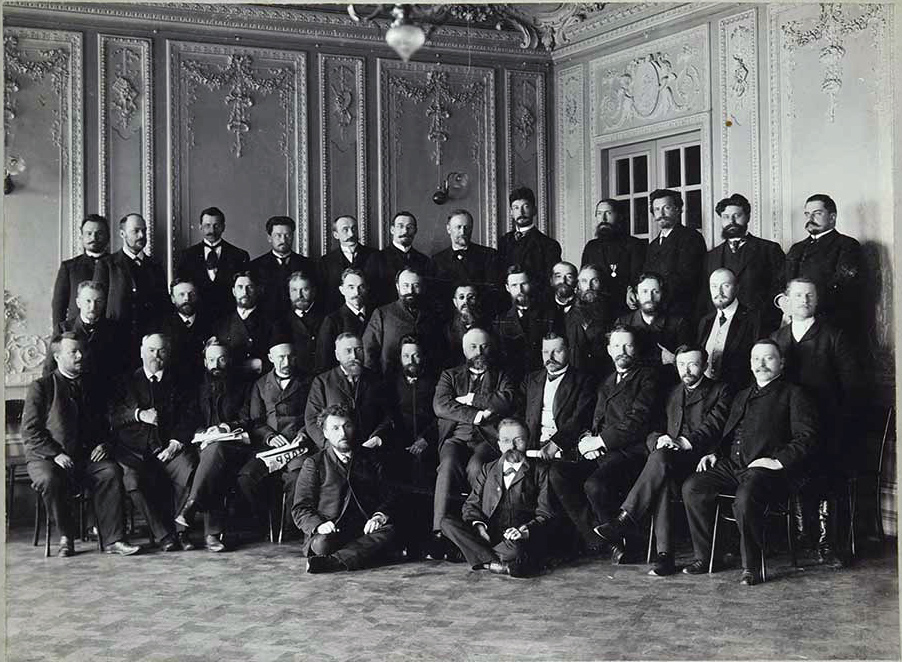
Фракция кадетов
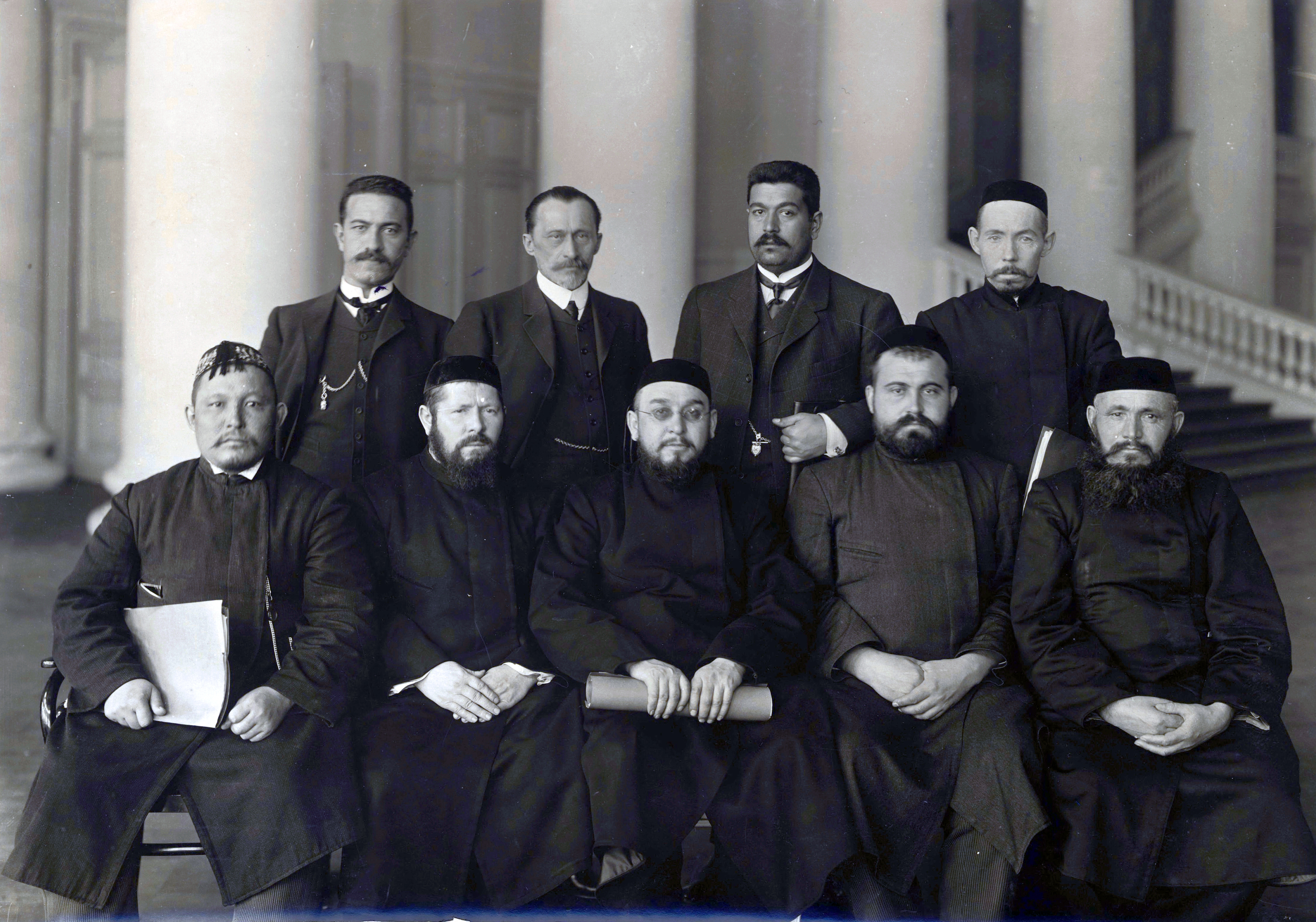
Мусульманская фракция

## Официальные документы Думы
- 62 речи министров во Второй Государственной думе: (составлены по стенографическим отчетам Канцелярии Государственной думы) / издал В. Н. Бобров. — М.: товарищество Скоропечатни А. А. Левенсон, 1908. — VI, 278 с.
- Государственная Дума: Второй созыв. Обзор деятельности Комиссий и Отделов. — СПб.: Государственная типография, 1907. — 821 с.
- Государственная дума: Указатель к Стенографическим отчётам. Второй созыв. Сессия вторая: Заседания 1-53 (20 февраля - 2 июня 1907 г.): Том I: Заседания 1-30 (с 20 февраля по 30 апреля). Том II: Заседания 31-53 (с 1 мая по 2 июня). — СПб.: Государственная типография, 1907. — Т. I, II. — Том I: [3], II, 322 с., [4], VIII c. 2344 стб.; Том II: [2], VIII, 1610 стб. раздельной пагинации.
- Государственная дума: Стенографические отчёты. Том 1: Заседания 1-30 (с 20 февраля по 30 апреля). — СПб.: Государственная типография, 1907. — Т. I. — [1], VIII, 2 с., 2344 стб.